# ولاية الجلفة
ولاية الجلفة هي ولاية من ولايات الجزائر الكبرى الواقعة في وسط البلاد بمفترق الطرق من الشمال إلى الجنوب، ومن الشرق إلى الغرب الجزائري، أهم مدنها: الجلفة، عين وسارة، مسعد، البيرين وحاسي بحبح ودار الشيوخ.

## الجغرافيا

### الموقع
تبعد ب 300 كم عن الجزائر العاصمة. يحدها شمالا ولاية المدية وشرقا ولاية المسيلة، ومن الشمال الغربي ولاية تيسمسيلت من الجنوب الشرقي ولاية أولاد جلال وولاية تقرت، من الجنوب ولاية غرداية من الجنوب الغربي ولاية الأغواط، ومن الغرب ولاية تيارت

### التضاريس

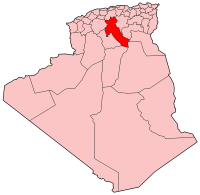

تقع في سفح الأطلس الصحراوي وبمفترق الطرق من الشمال إلى الجنوب، بين أحضان السهوب الوسطى عند التحام الصحراء بالهضاب العليا. وشساعة المساحة أعطت المنطقة تنوعا طبيعيا، إذ نجد مثلا أنواعا تضاريسية متعددة على امتداد مساحتها الشاسعة فهناك سلسلة جبلية في وسط الولاية تمتد من دائرة دار الشيوخ شرقا إلى الإدريسية في أقصى الغرب، حيث تتخلل هذه السلسلة قمم جبلية فارغة، تبلغ مداها الأقصى في قمة جبل «محاسن الكفا» بالقرب من منطقة بن يعقوب المرتفعة بـ 1613 مترا، وينخفض هذا الارتفاع كلما توجهنا غربا دون أن ننسى جبل بوكحيل الذي يقع بدائرة فيض البطمة والذي يأخذ مساحة في الشمال الشرقي لدائرة مسعد، ويمتد حتى بوسعادة، وكذا جبل الملح بالمكان المسمى «حجر الملح»، وهو ثالث جبل ملح في العالم ويقع على بعد حوالي 30 كلم شمال مدينة الجلفة.
توجد بالمنطقة أيضا منخفضات ببلدية الجلفة، وبلدية دار الشيوخ وأحواض بالإدريسية وبالقرب من مسعد، وسهول بعين الإبل ومسعد.
يمر وادي جدي بالجزء الغربي للجلفة، والغطاء النباتي هو الأشجار التي تغطي 150 هكتار وتقع هذه المناطق الغابية بالجنوب الغربي والشمال الشرقي لبلدية الجلفة وشرق مسعد، وبالقرب من عين وسارة. وتغلب عليها أنواع: الصنوبر الحلبي، وأشجار العرعار بالإضافة إلى أنواع نباتية استبسية، مثل الحلفاء التي تغطي مساحة تقدر بـ: 658000 هكتار. والشيح، والإكليل. كما أتاحت الطبيعة الصحراوية جنوب المنطقة وجود الواحات والحمادات في منطقة مسعد.
- أنواع التضاريس:

1- منطقة الهضاب العليا: تغطي منطقة الهضاب العليا مناطق عين وسارة، حاسي بحبح والمنطقة السهبية لمسعد. فالسلسلة الأولى التي تواجهنا هي منخفض واسع والمسمى هضبة عين وسارة والمتواجدة في شمال الولاية وهي تمتد على مساحة تقدر ب 500 000 هكتار ويصل علوها ما بين 650 و800 م. هذه الهضبة تلي مباشرة سلسلة جبال الأطلس التلي في الشمال وتأتي قبل منخفظ شطوط الزهرز الغربي والزهرز الشرقي التي تتواجد بوسطها تلال ذات مواصفات موحدة: فهضبة عين وسارة تندرج في ثلاث نواحي منفصلة، تلال كثيرة الانجراف، وادي الطويل في الغرب، هضبة البيرين في الشرق وأخيرا هضبة عين وسارة بالوسط.
2- منطقة الشطوط: السلسلة الثانية للتضاريس باتجاه الجنوب والتي تلي منطقة الهضاب العليا هي منطقة منخفضات شطوط الزهرز الغربي والزهرز الشرقي التي تتواجد في الناحية الشمالية للأطلس الصحراوي. تكون هذه الشطوط حوضا كبيرا مغلقا محدودا بالهضاب بخط رؤوس الجبال التي تسمى الانكسار الأطلسي وهي تمتد من منطقة كاف البخور بحاسي بحبح بعلو 920 م بالغرب إلى غاية جبل زنزاش بحد الصحاري بعلو 1 411 م بالشرق، وهذا الحوض ينقسم إلى منخفضين صغيرين التي من ناحيتها السفلى محتلة بسبخات، بالنسبة للزهرز الغربي فهو على علو 820 م، بالنسبة للزهرز الشرقي فهو على علو 750 م
3- المنطقة الجبلية: فهي منطقة متجهة شمال-غرب/ جنوب-شرق على مسافة 400 كلم طولا و15 كلم عرضا وتتكون من عدة وحدات مرفولوجية (جبال بأشكال مثنية) ومن أهمها جبل الصحاري بعلو يصل إلى 1544 م.
4- منطقة الضايات: تتمثل منطقة الضايات في عدة أحواض تحتفظ على مستواها ببعض من النسبة من الرطوبة تساعدها على بقاء النباتات. تتواجد هذه الأحواض أو الضايات في الناحية الجنوبية من الولاية بدائرة مسعد. وهذه المجموعة من التضاريس تتكون من الهضبة الصحراوية الواسعة في المنخفض المتكون من وادي جدي في جهتها الشمالية التي تكون الحدود الطبيعية للصحراء.
حيث تتوفر ولاية الجلفة على أهم ثروة غابية في الأطلس الصحراوي.
5- غابة سن الباء: تمتد غابة سن الباء على مساحة 19 800 هكتار نحو الغرب. تمتد على سفح جبل سنالبة الطي يعتبر من أهم جبال أولاد نايل بالأطلس الصحراوي. تمثل الأعالي الأكثر علوا باتجاه جنوب –غرب نحو الشمال الشرقي بعلو يصل إلى 1 489 م بجبل حواص والمستوى الأدنى يصل إلى 1 220 م وأقصى انحدار يصل إلى 300 م. 

إن هذه الغابة تلعب دورا من أهم الأدوار من الناحية البيئية والحفاظ على التوازن الطبيعي ومهمتها الأولى هي الدفاع عن المناطق صد التصحر من ناحية وضعيتها بالأطلس الصحراوي وهي آخر جدار ضد امتداد التصحر الذي يهدد من سنة إلى أخرى المناطق الخصبة بالشمال. كما تلعب دورا اقتصاديا في إنتاج الخشب التي يصل إنتاجها إلى 9000 م3.

### المناخ
مناخ منطقة الجلفة انتقالي في عمومه، بين مناخ البحر الأبيض المتوسط والمناخ الصحراوي.

إذ يتميز بقساوة الطقس في فصل الشتاء وكثرة موجات الصقيع المنتظمة، وبقلة الأمطار وعدم انتظامها وامتداد مدة الجفاف وقصر مدة التساقط. ويقدر متوسط قيمة التساقط بين 150 إلى 350 ملم سنويا.

## التاريخ

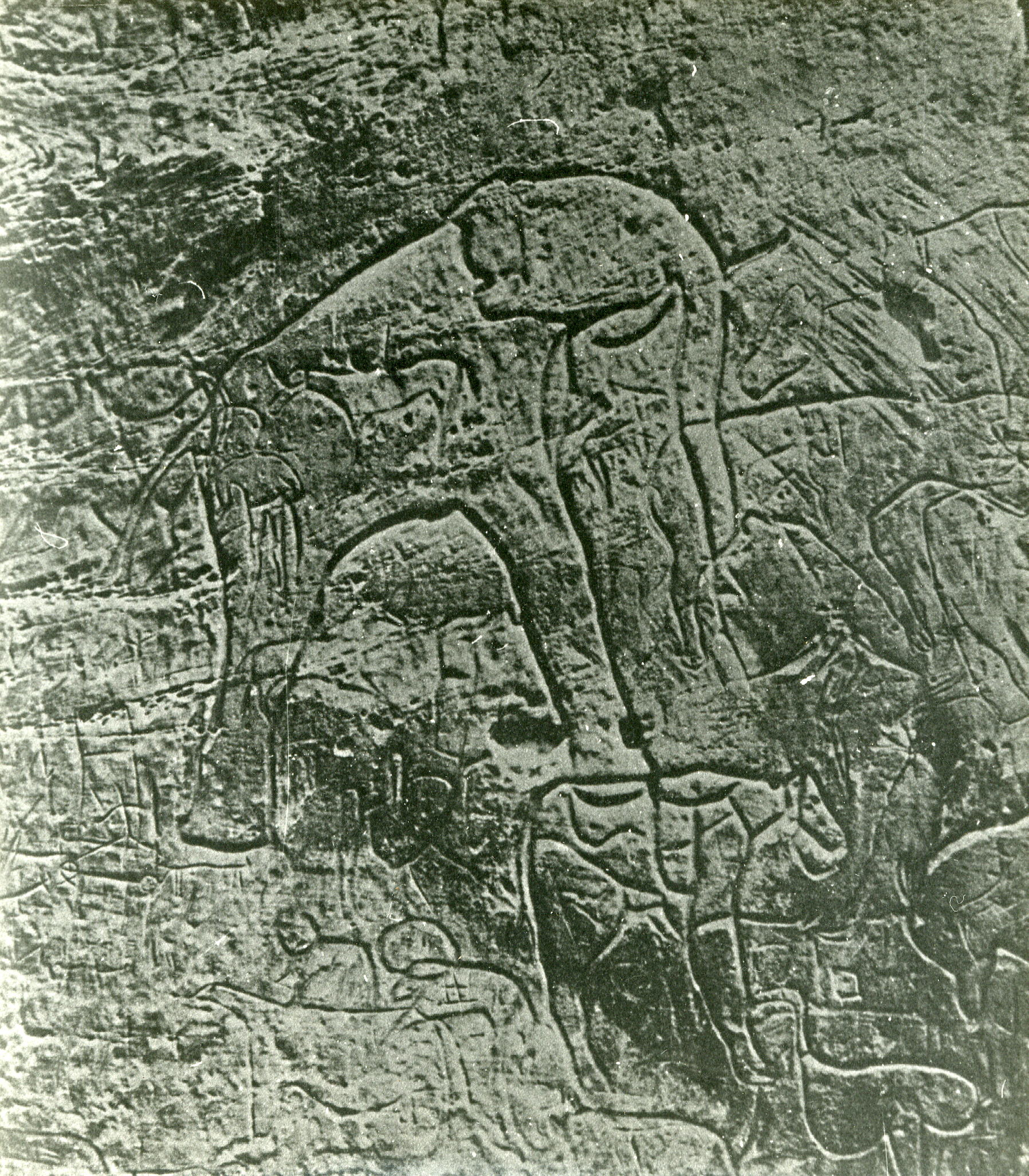
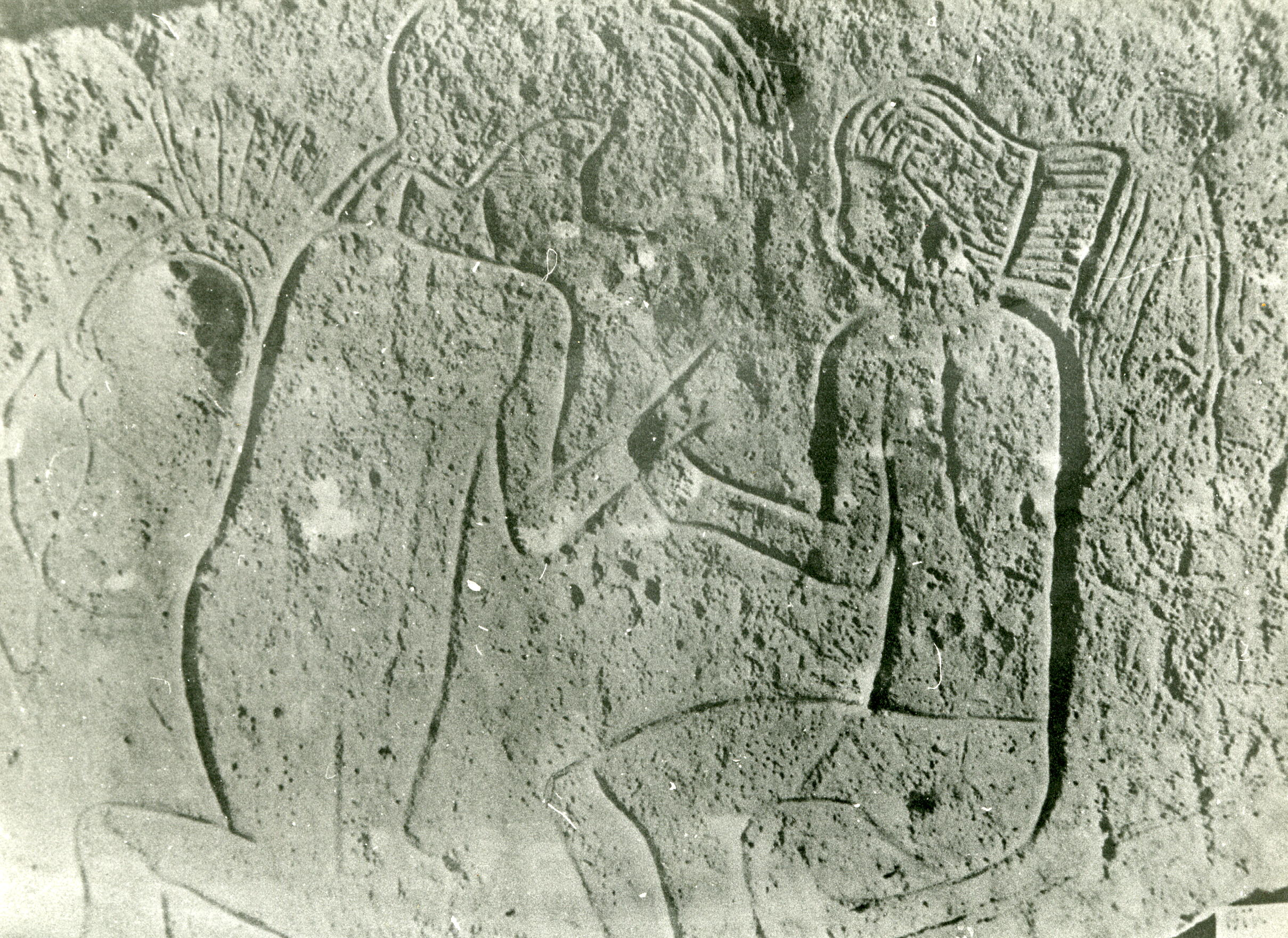
اثار العهد الحجري بعين الناقة: العاشقين الخجولين.
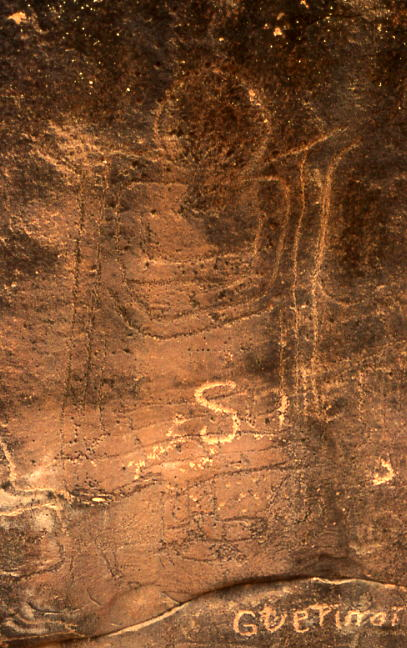
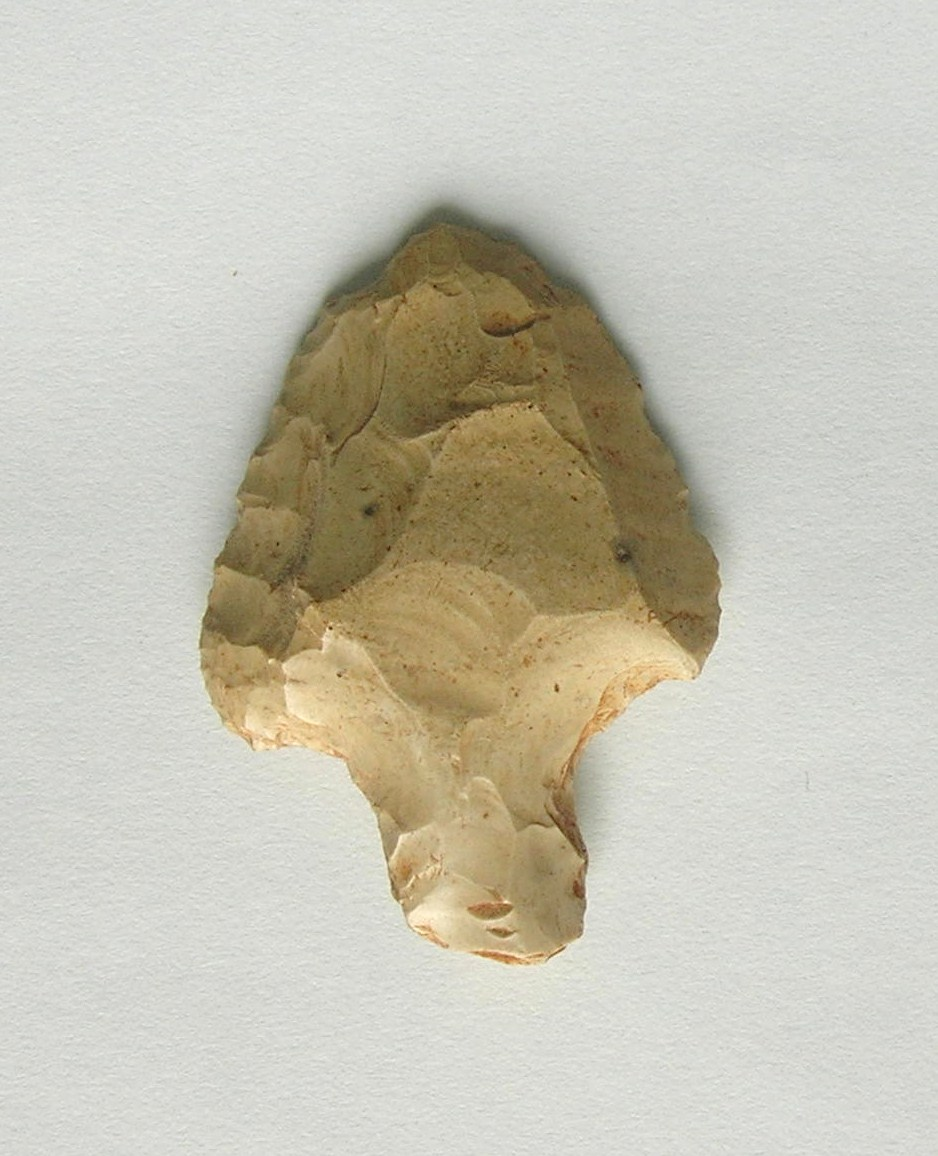
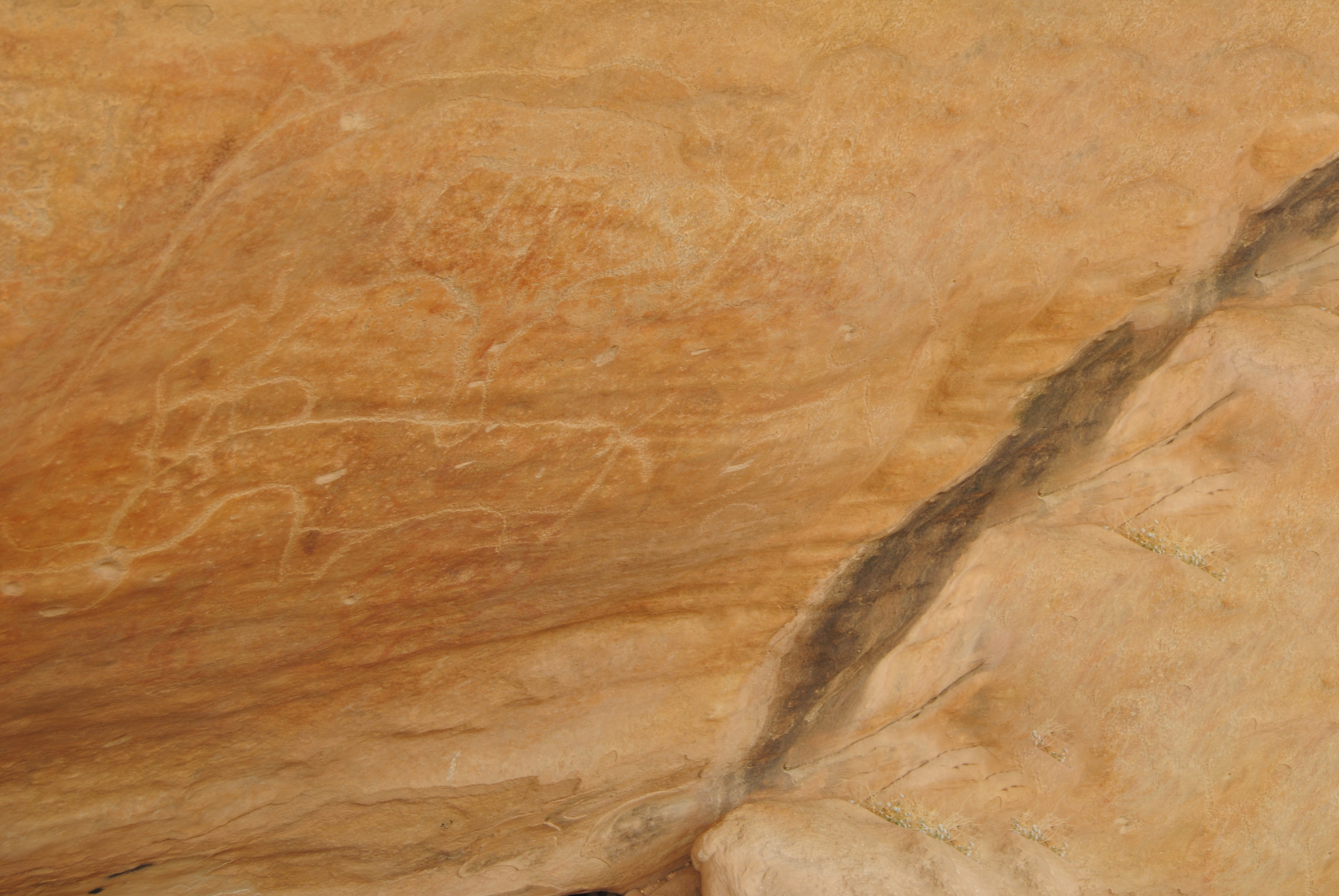
نقوش صخرية لعصور ما قبل التاريخ بولاية الجلفة
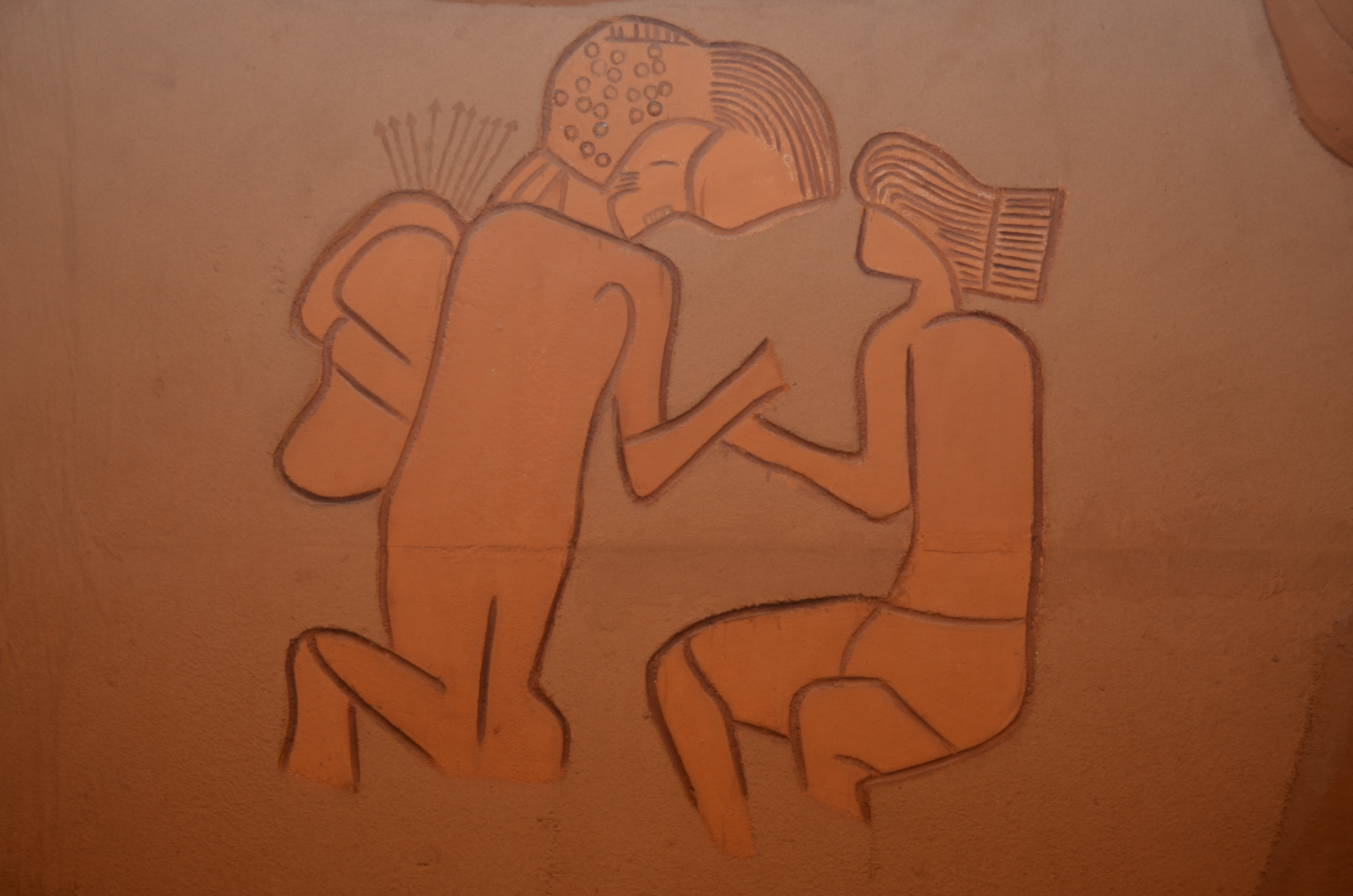
نقوش صخرية العاشقان الخجولان
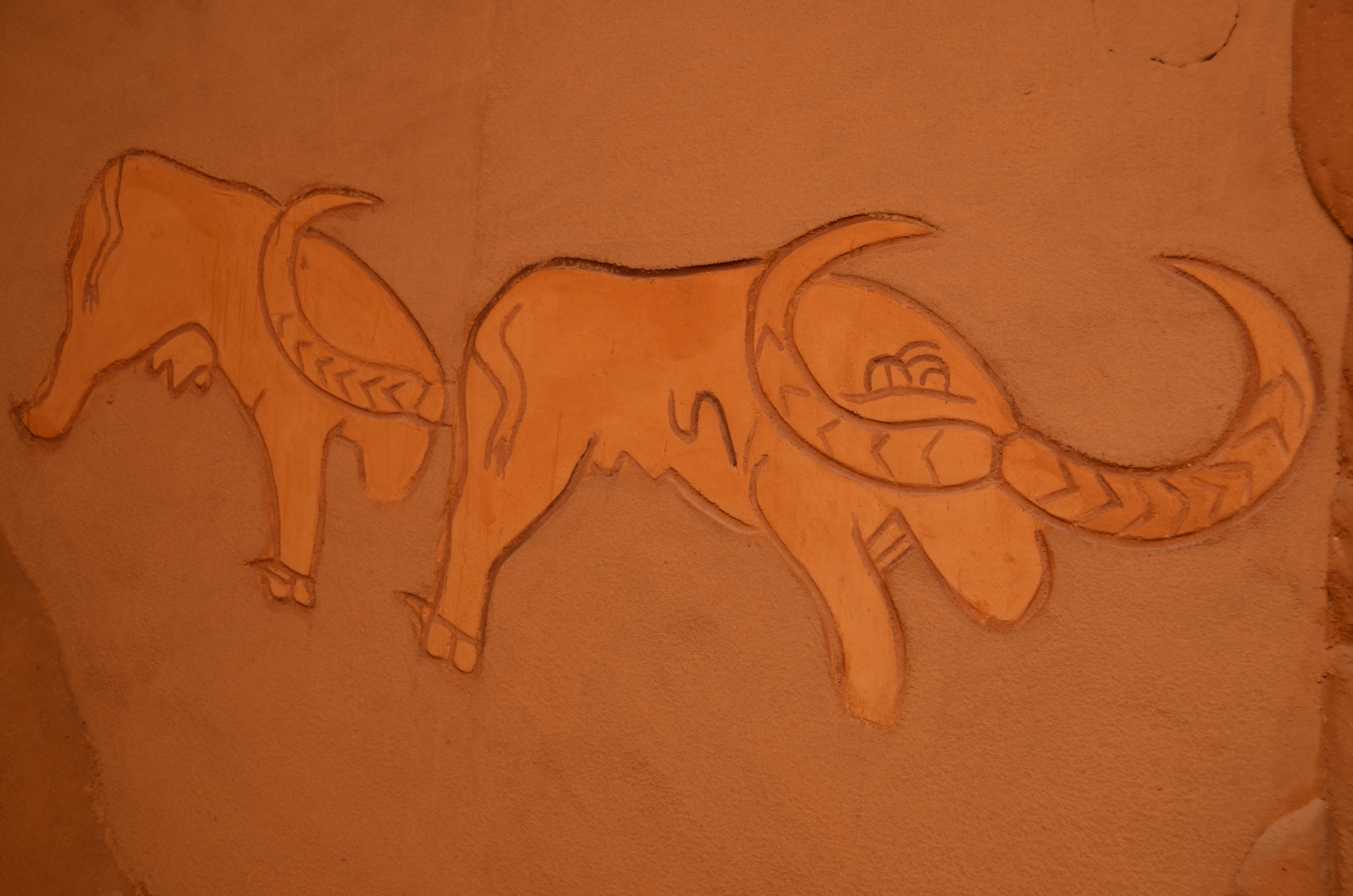
نقوش صخرية ما قبل التاريخ
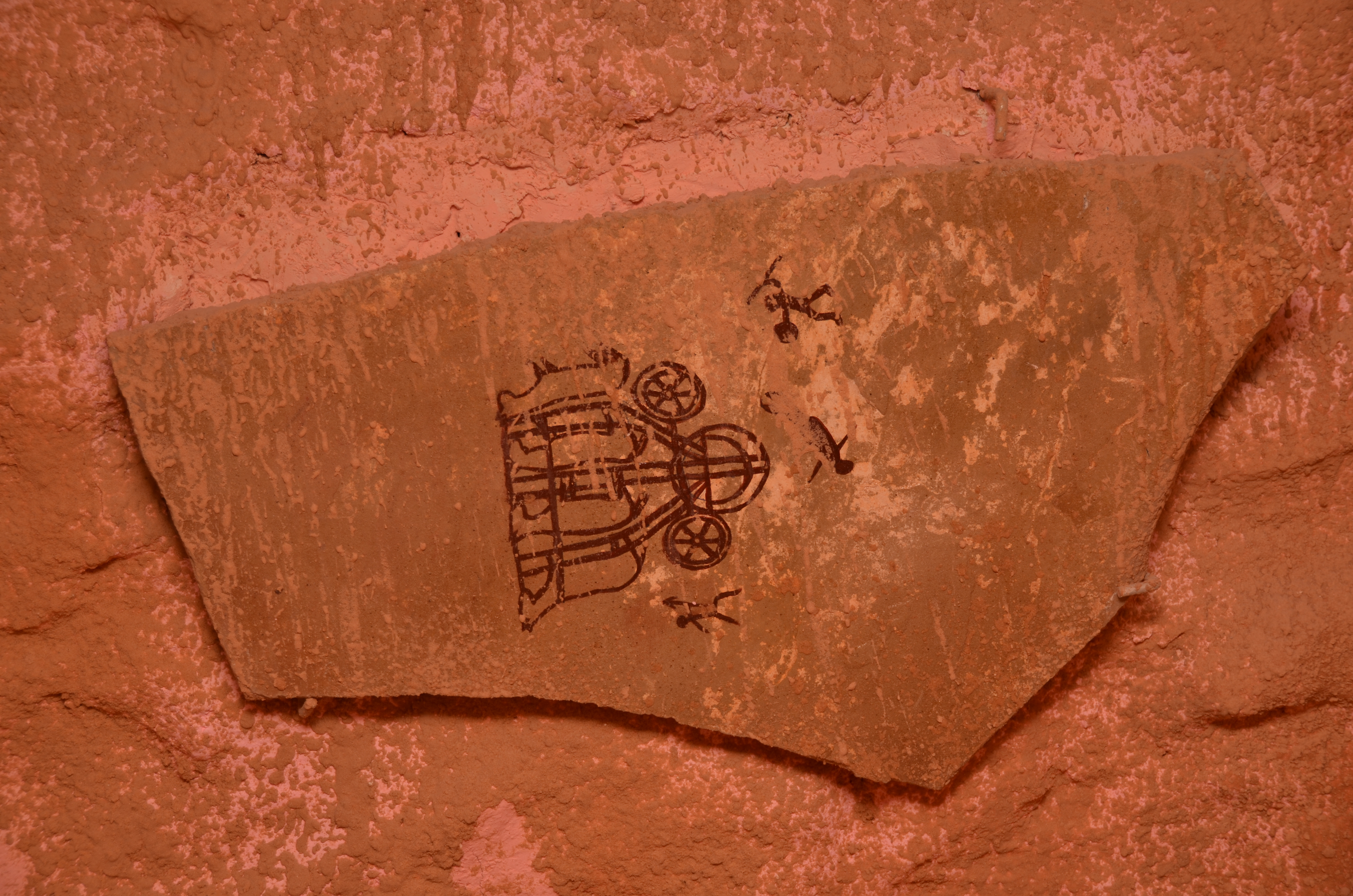
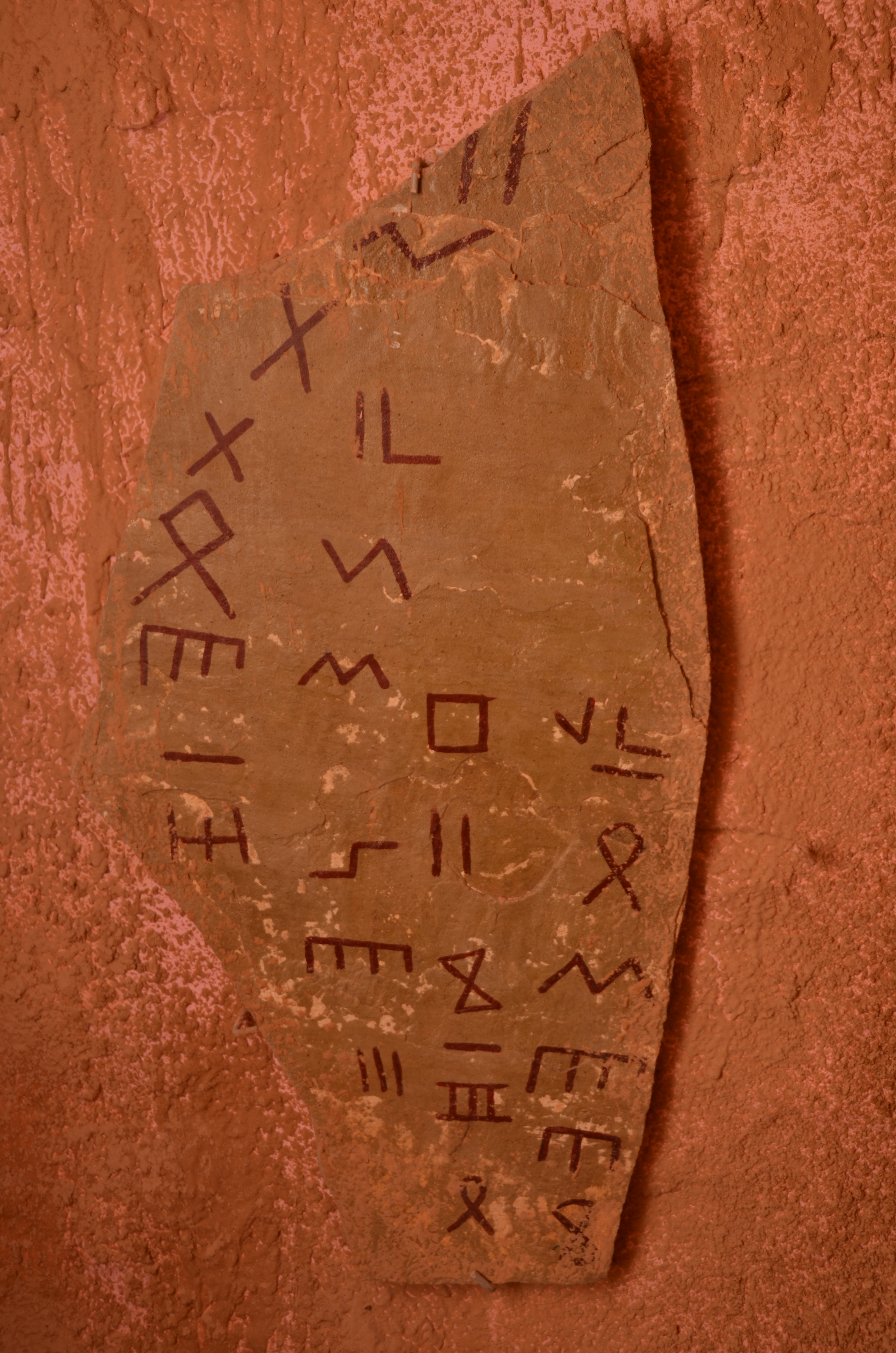
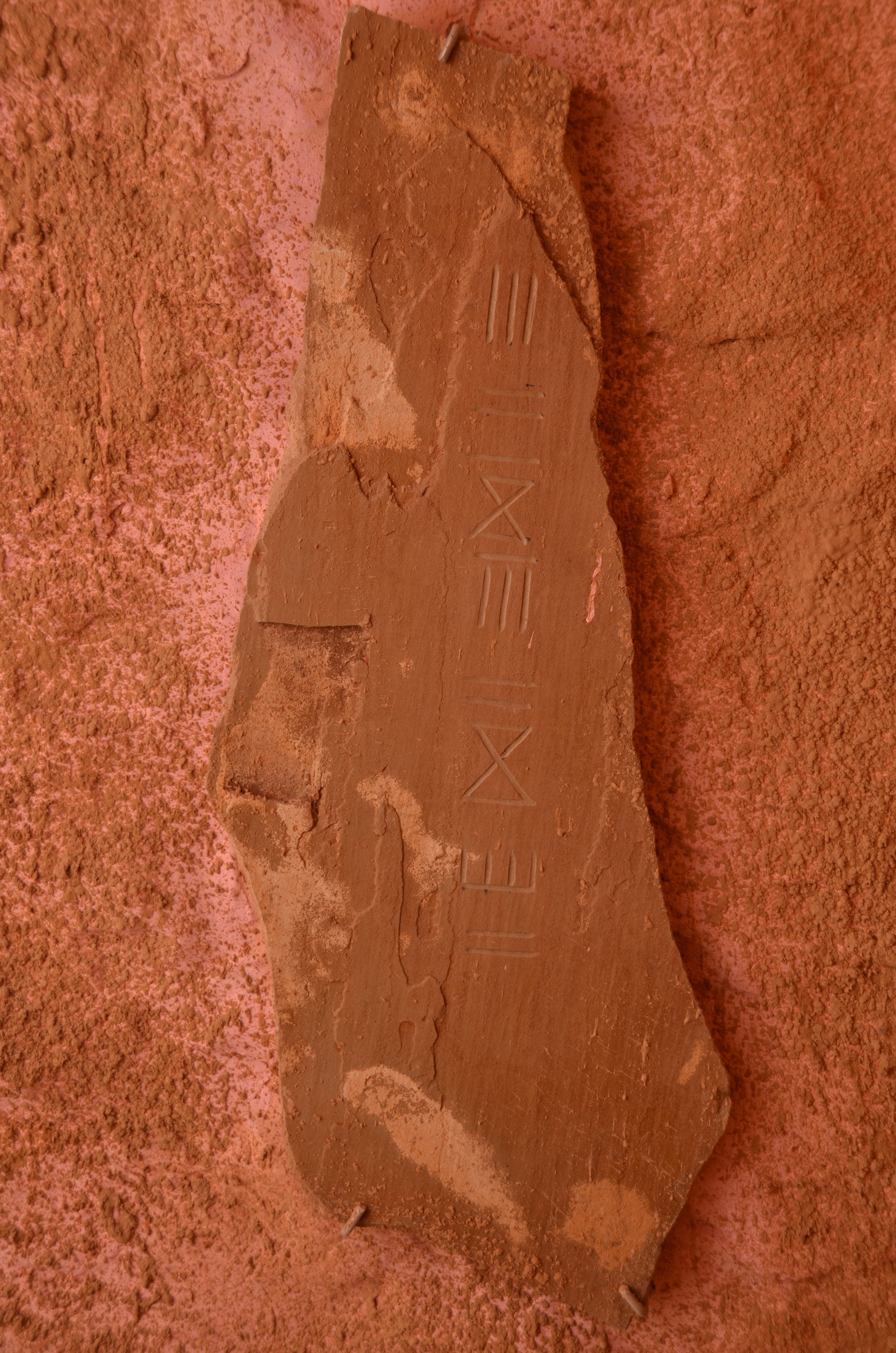

كان لهذه المنطقة دور حضاري كبير منذ أقدم العصور، حيث عرفت قمة ازدهارها في العهدين النوميدي والروماني، وما بقايا المدن الأثرية المنتشرة في نواحي المنطقة إلا دليل على عراقتها وشاهد على احتضانها لحضارات إنسانية فتحت بها صفحات مشرقة على دروب الحضارة والتمدن، وأضافت للتاريخ تراثا حضاريا وكنوزا أثرية أضحت من أكبر المعاني التي تزخر بها الجزائر، والمتتبع لمراحل تاريخ هذه المنطقة يلاحظ اختلاف وتعاقب الأزمنة عبر ربوعها منذ العصور الغابرة بدءا بالعصور الحجرية القديمة وانتهاء بالفتوحات الإسلامية التي تمت على يد عقبة بن نافع  ومن جاء بعده فحسب الآثار المكتشفة يرجع الوجود الإنساني في منطقة الجلفة إلى مائتي ألف سنة، مثل ما دلّت عليه الشواهد والأحجار المنحوتة من الحصى الصلب والتي تعود إلى العهد الحجري القديم، وقد دلّت هذه الشواهد والآثار كذلك على أن المنطقة ظلّت عامرة، وتمثّل ممرا مهما لعمق الصحراء مثلما تدل على ذلك المواقع الأثرية للفترتين ما قبل التاريخ والفترة الوسيطية بين العصر الحجري القديم والعصر الحجري الجديد، وقد وجدت آثارا في ناحية عمورة التي تبعد عن مقر الولاية بـ 160 كلم تعود إلى 20 000 سنة وأخرى في الطبقات الأثرية والملاجئ يعود تاريخها إلى 7000 سنة، وبعكس التجمعات المتأخرة التي تعود إلى الفترة الاستعمارية.
ويرجع تاريخ وجود الإنسان بالمنطقة إلى عصر ما قبل التاريخ فقد تم العثور- منذ بداية القرن العشرين- على نقوش ورسومات صخرية وكتابات ليبية بربرية يعود أقدم تاريخ لهذه الآثار إلى حوالي 9 000 سنة قبل الميلاد.
ومن بين المناطق الأثرية:
- منطقة زكار (آثار تاريخية قديمة منذ العهد الروماني).
- منطقة عين الناقة (عثر فيها على أدوات مأخوذة من أحجار صلبة منحوتة بشكل غليظ تعود إلى العهد الحجري، وكتابات بربرية في صافية بوزيان، وكذلك رسومات ضخرية، مثل الحيرمين العتيقين (Les deux Buffles antiques) الضخمين (أكبر هذين الرسمين مساحته 219 سم)، ويوجد بالمحطة أيضا رسم لفيل كبير، ورسم لامرأة ورجل يدعيان: العاشقين الخجولين).
- منطقة عين أفقة (مراكز الاتصال، أبراج للمراقبة).
- منطقة (دمد مقابر وأثار رومانية مثل أساسات المدن الموجودة على حواف الوادي).
- منطقة قلتة سطل (مواقع أثرية، محاجر مائية..)
- منطقة عمورة (بها مجموعة من المغارات والكهوف التي استعملها الإنسان الحجري).
- محطة حصباية: اكتشفت هذه المحطة في عملية عسكرية للفرنسيين أثناء الاحتلال، وأعيد اكتشافها سنة 1964 من قبل دوفيلاري وبلانشار. تبعد بحوالي 75 كلما عن مدينة الجلفة جنوبا، حيث نجد نقوشا صخرية لفيلة وأبقار ونعامات وأرانب ورسما لإنسان.
- محطة خنق الهلال: اكتشفها سنة 1966 براتفيال ودوفيلاري. محطة قريبة من عين الإبل، فيها رسم لثور (حيرم) عتيق، وكبش تعلوه شبه كرة. ويوجد رسم لأسد كبير لا يظهر ذيله، ويتجه بوجهه إلى اليمين.

### العصر الحجري

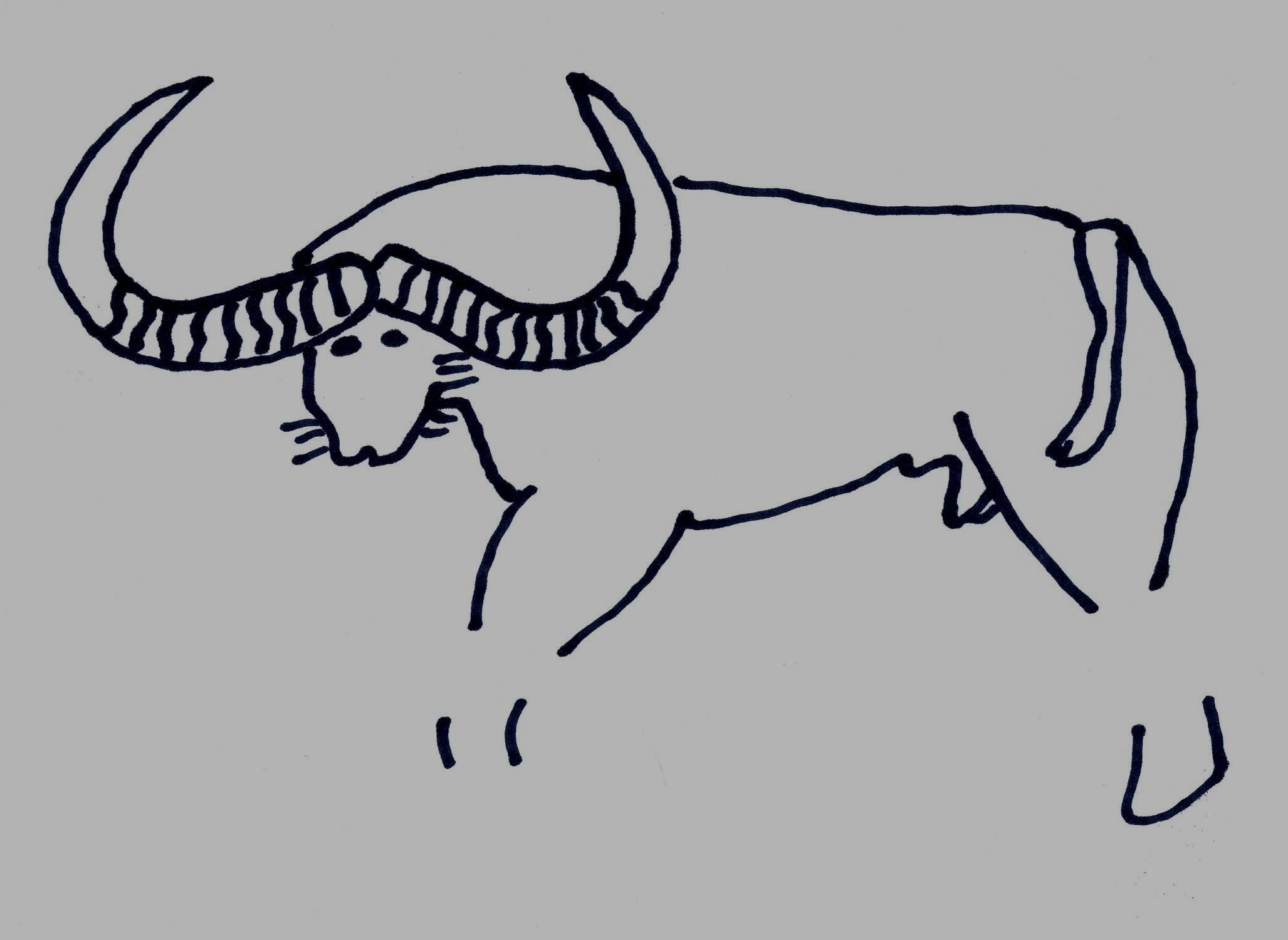
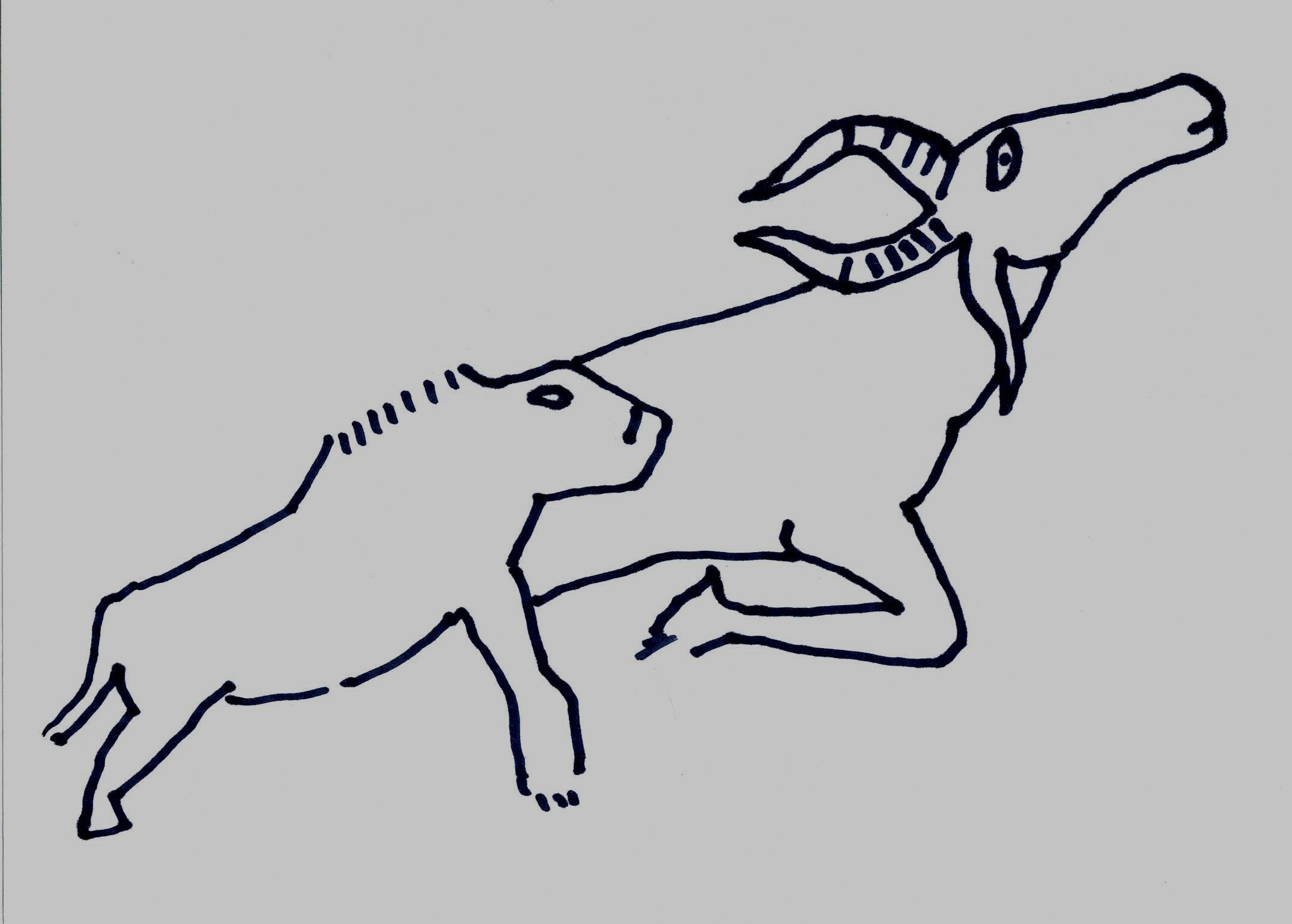
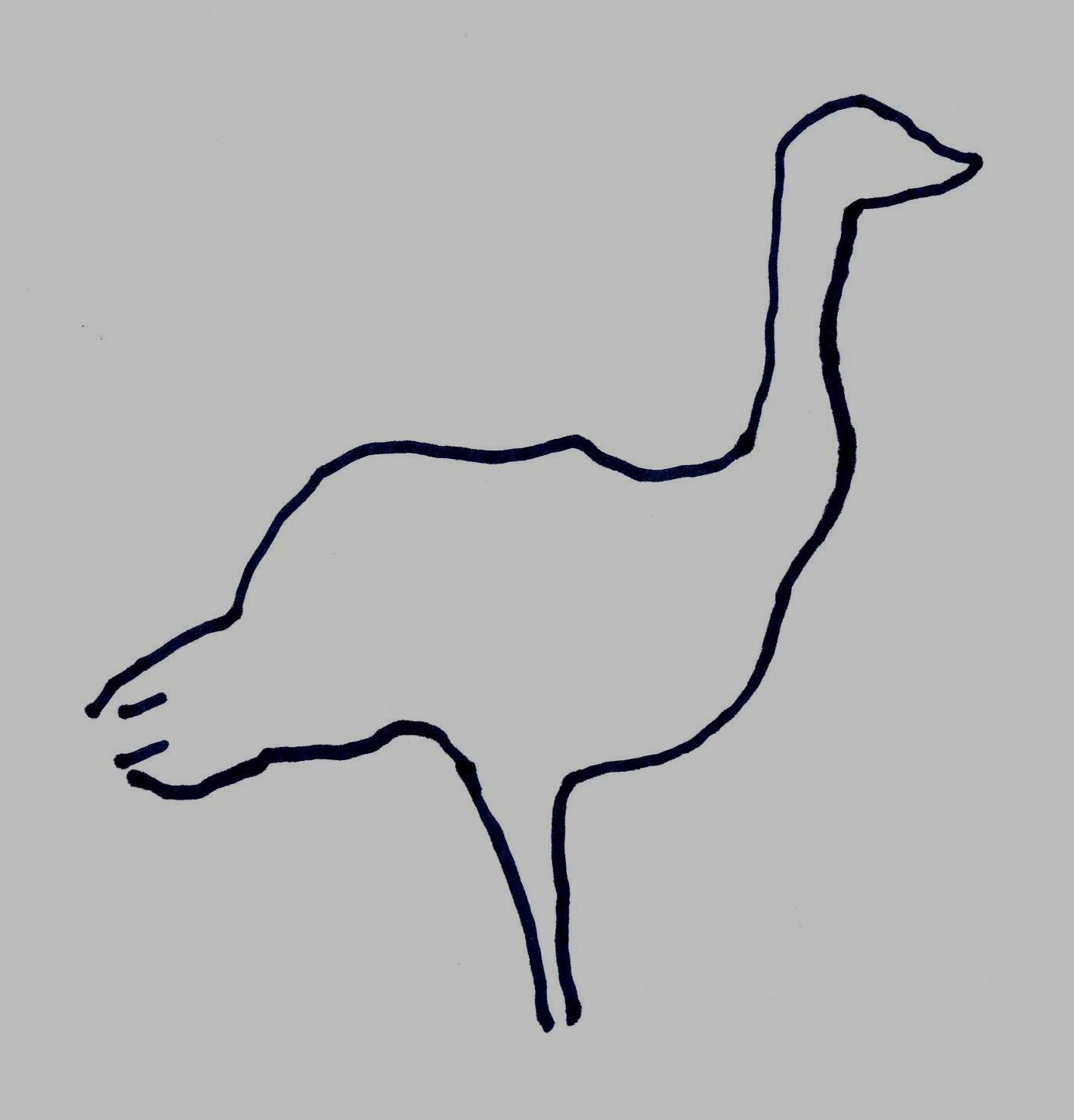
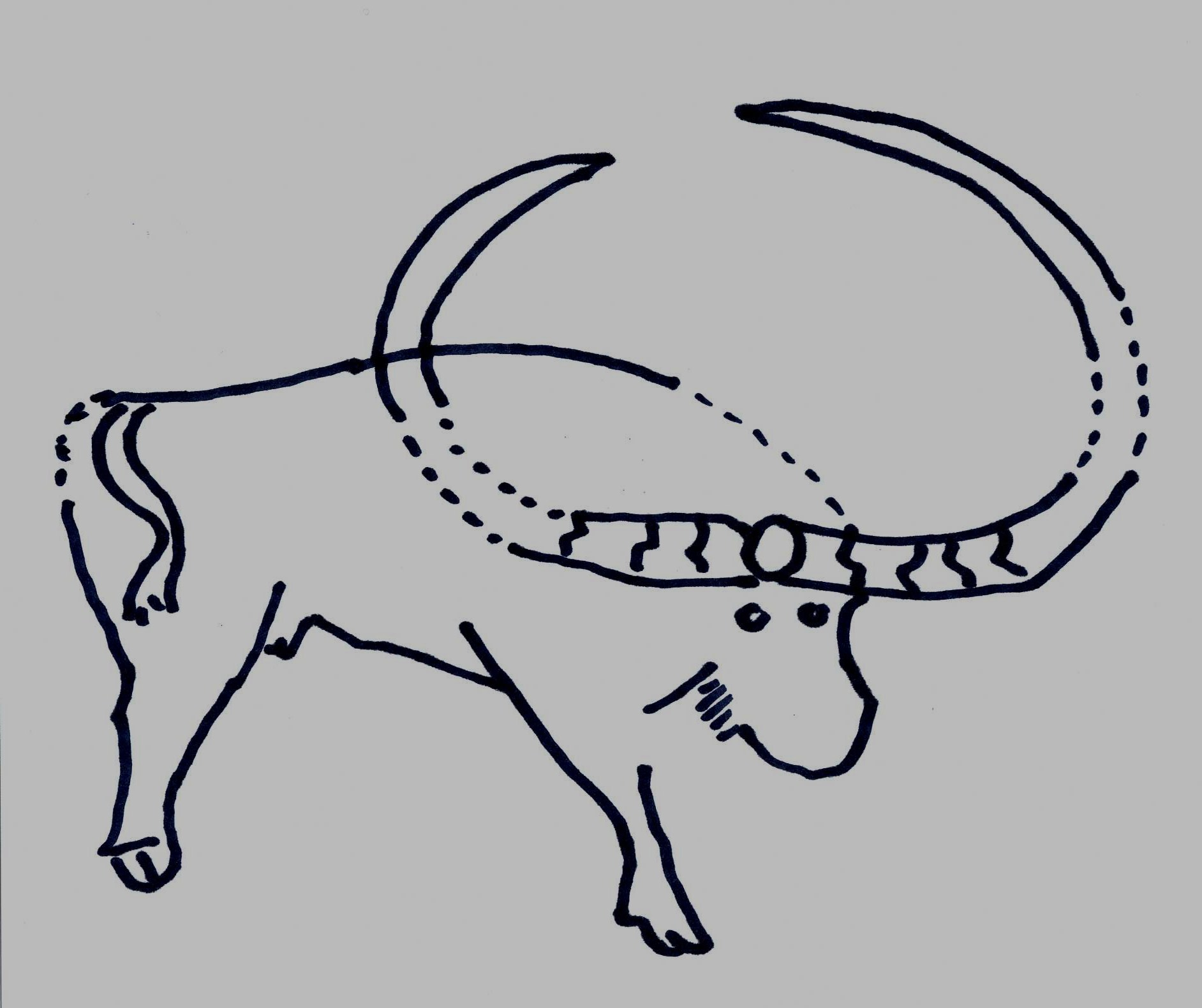

دلت الاستكشافات الأثرية، على وجود الإنسان في منطقة الجلفة، منذ بداية العصور الحجرية أي من 200ألف سنة، فأدوات عصر ما قبل التاريخ كذا الوجهين (bifaces) المصقولة من الجهتين والمصنوعة من الحصى القاسي خلال العصر الباليوليتي (حوالي 200ألف سنة) وتم حصر هذه الاستكشافات في محيط المدينة، كما عثر في نفس المحيط على مواقع تعود إلى الحضارة العاترية والتي تمتد إلى 50 ألف سنة (تنسب إلى بئر العاتر جنوب تبسة، أثناء الباليوليتي الأعلى).
أما آثار الإيبيباليوتيك وهي مرحلة من العصر الحجري تتوسط الباليوليتي والنيوليتي، وجدت أيضا في منطقة الجلفة وتعود إلى حوالي 20 ألف سنة للقديمة جدا، و7 آلاف سنة للمتأخرة والجد متأخرة من العصر الحجري.

### ما قبل التاريخ وفجر التاريخ
على العكس من البداية المتأخرة للتجمعات السكانية خلال العهد الاحتلالي، فمنطقة الجلفة تمتد جذورها حتى بدايات ما قبل التاريخ، فموقع عين الناقة وهي نقطة اتصال بين مجبارة ومسعد هي الشاهد الحيي بأدواتها كذات الوجهين من الطابع الأشيلي التي تعود إلى الباليوليتي وأدوات حجرية أخرى تؤرخ للنيوليتي بالمواع المسماة واد بوذبيب وصفية بورنان وحجرة الرباق
أن الحفريات المتواجدة على مستوى عين الناقة والتي قام بها الدكتور دانيلوا غريبينارت (مؤلف كتاب: عين الناقة، القفصي والنيوليتي، 1969) ترجع تعمير هاته المنطقة إلى 7 000 سنة قبل القرن الأول الميلادي بالنسبة للإيبيباليوتيك و5 000 سنة للنيوليتيك، إضافة إلى مناطق أخرى تخفي بقايا أدوات ونقوش ورسومات صخرية:

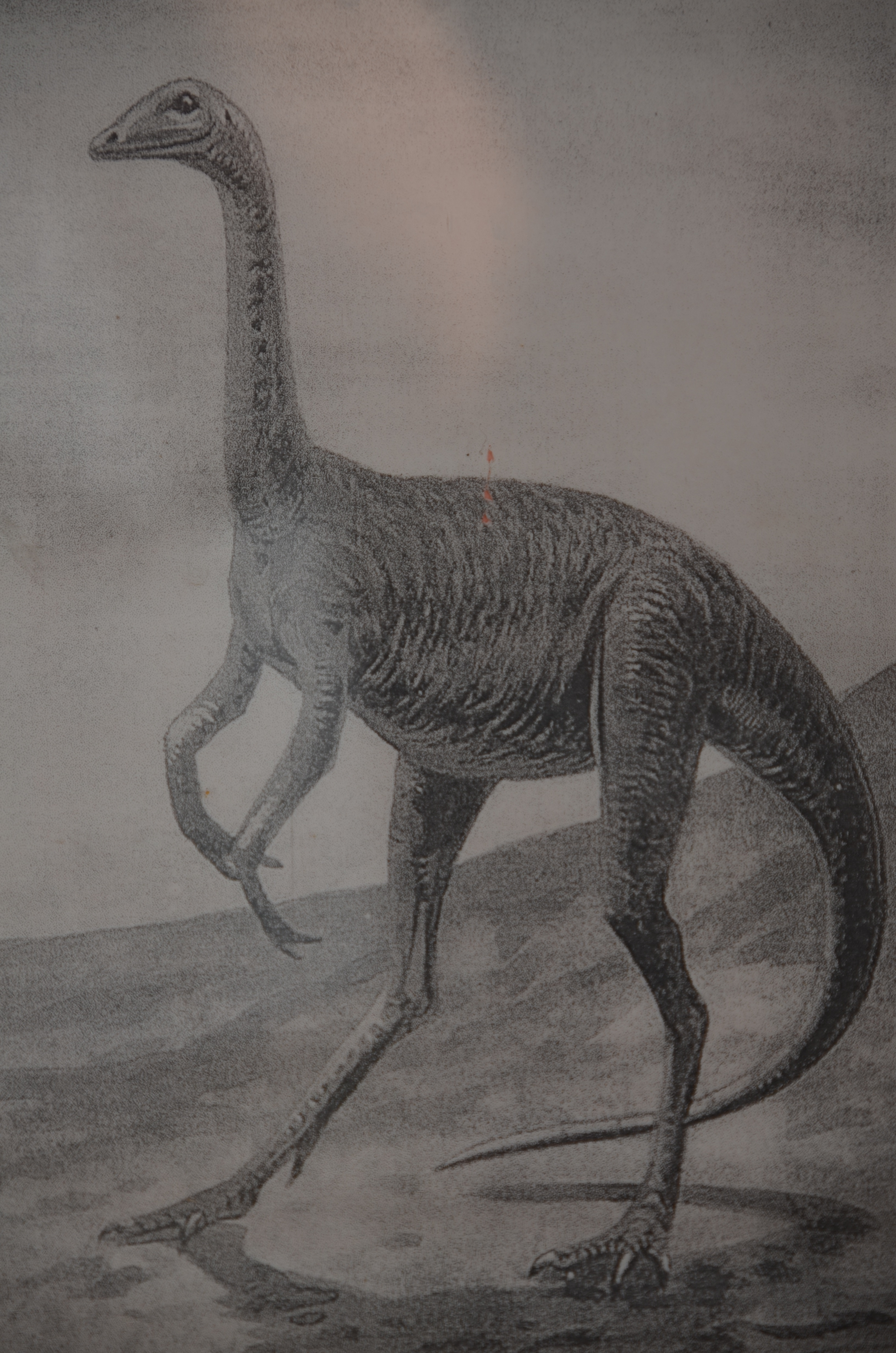
الترودون هو جنس مشكوك فيه صغير نسبيًا من الديناصورات الشبيهة بالطيور، معروف من حين الكامباني في العصر الطباشيري، عاش منذ حوالي 77 مليون سنة. يعتقد أنه عاش في منطقة الجلفة

النقوش الصخرية البارزة للثيران القديمة بناحية زاغز.
مواقع النقوش الصخرية المتواجدة في السفوح الجنوبية للأطلس الصحراوي بمنطقة جبل بوكحيل ومسعد وعين الإبل، وشمالا تتمركز بخنق تاقة، قريقر، زنينة، فايجة اللبن، سيدي عبد الله بن أحمد وعرقوب الزمالة.
ومواقع الرسومات وهي عموما في حالة سيئة، تتمركز بزكار (المكان المسمى فايجة سيدي سالم) بجبل الدوم وحجرة موخطمة.
الآثار البشرية التي تعود إلى هذا الزمن وهذا ما يفسر الطبيعة الرعوية (رحل) للسكان القدامى لهاته المنطقة، وكذلك لنقص البحوث الأثرية، فالعديد من الكهوف ليست مصنفة لفترة فجر التاريخ وتتواجد آثار هذه المنطقة بعدة منها:
كتابات ليبية بربرية في روشي دو بييجون، واد حصباية، صفية البارود، عين الناقة، واد بوزقينة وصفية بورنان.
عربات في المناطق المسماة واد حصباية وصفية البارود.
أحصنة مستأنسة في المناطق المسماة ضاية المويلح، صفية بورنان، بني حريز وواد حصباية.
رسومات تمثل أحصنة في أماكن بها رسومات لظبي ونعامة وشخص وكذلك كتابات ليبية بربرية بالمكان المسمى صفية بورنان.
نصوب جنائزية (تيميليس وبازينا) في مجموعة هامة من المواقع اكتشفت جنوب واد جدي قرب ضاية زخروفة وكذلك شمال شرق مدينة الجلفة.

## التقسيم الإداري
قُسمت ولاية الجلفة بمقتضى التقسيم الإداري عام 1974 للجمهورية الجزائرية الديمقراطية الشعبية تضم : 12 دائرة و36 بلدية.

### الدوائر
| - دائرة الجلفة - دائرة عين وسارة - دائرة البيرين - دائرة سيدي لعجال | - دائرة حد الصحاري - دائرة حاسي بحبح - دائرة دار الشيوخ - دائرة الشارف | - دائرة الإدريسية - دائرة عين الإبل - دائرة مسعد - دائرة فيض البطمة |

### البلديات

| - الجلفة - عين وسارة - القرنيني - البيرين - بنهار - سيدي لعجال - الخميس - حاسي فدول | - حد الصحاري - بويرة الأحداب - عين أفقه - حاسي بحبح - الزعفران - حاسي العش - عين معبد - دار الشيوخ | - مليليحة - سيدي بايزيد - الشارف - القديد - بن يعقوب - الإدريسية - الدويس - عين الشهداء | - عين الإبل - مجبارة - تعضميت - زكار - مسعد - دلدول - سلمانة - سد رحال | - قطارة - فيض البطمة - عمورة - أم العظام |

## السكان

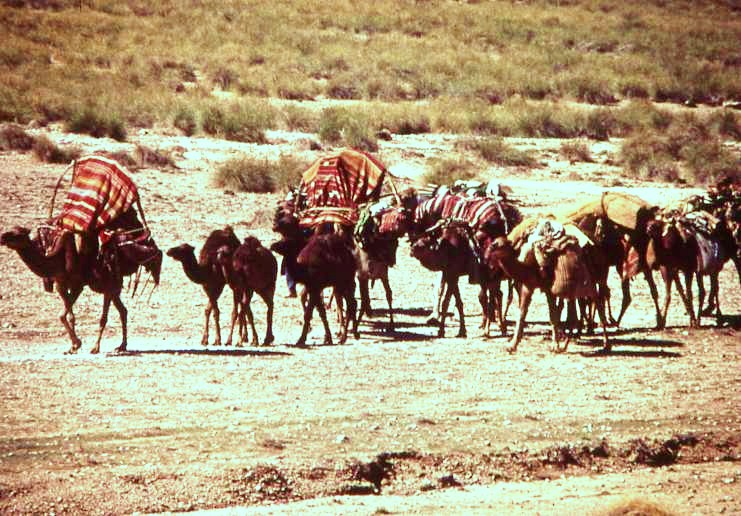

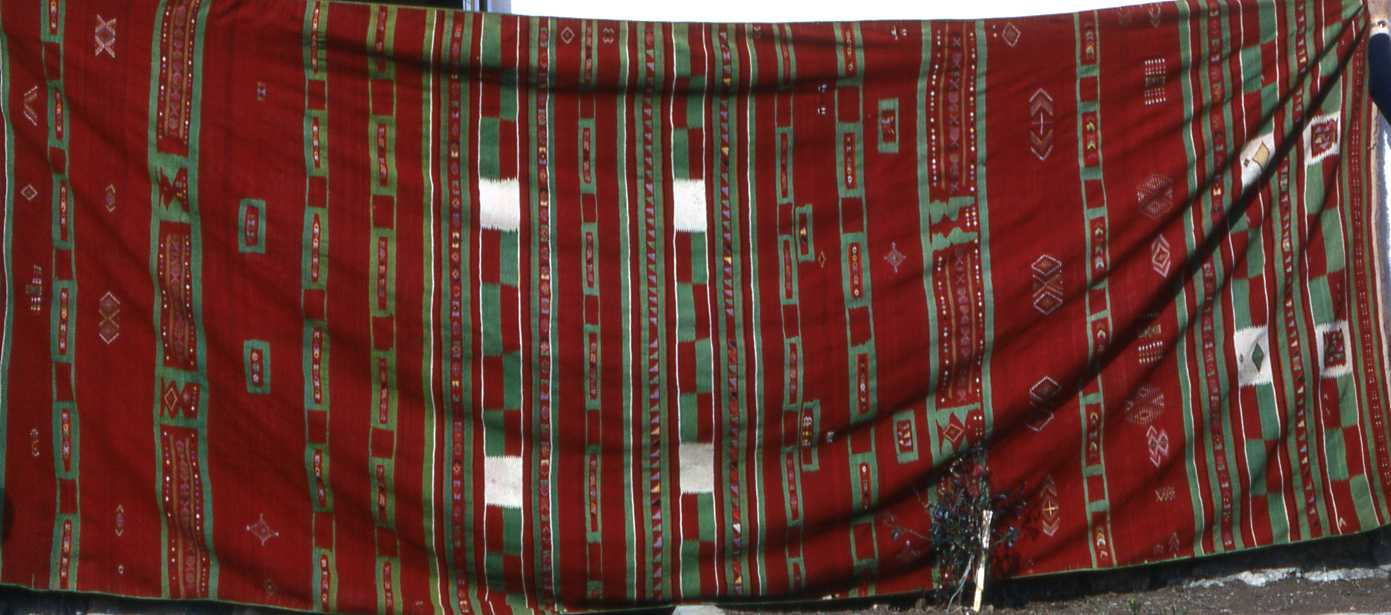

تتمتع الجلفة بمساحة تقدر بـ 66415 كلم2، وتمثل 2,79 % من المساحة الإجمالية للجزائر.
تعداد السكان للولاية حسب إحصاء سنة 2010 هو 985275 نسمة، المرتبة السادسة وطنيا.
ـ اشتهر أهل المنطقة بكسبهم للخيول وتدليلها والاعتناء بها وتدريبها على الحرب وكانت أكبر مموِّل لجيش الأمير عبد القادر إبان المقاومة الجزائرية للاستدمار الفرنسي.
ـ صناعة الجلود والسروج.
ـ عرفت المنطقة صناعة النسيج منذ العصور القديمة، باستعمال صوف الأغنام والماعز ووبر الإبل، وكانوا ينسجون قطع الخيام[الفليج].وكذا الزرابي، والأفرشة، والملابس كالبرنس الوبري والجلابة [القشابية]والخمري والحايك.
ـ صناعة الحلي.
ـ صناعة الفخار.
ـ من أهم الأكلات المعروفة في المنطقة والتي تشتهر بها الكسكسي، البركوكس، الرفيس، البغرير، الفطير...
هذا ومما يعرف عن أهلها أنّهم أهل جود وكرم وسخاء، وأهل شجاعة وغيرة ووفاء، وأهل محبة وإخلاص وحياء.

### الهرم السكاني
| ذكور   | فئة عمرية     | إناث   |
| ------ | ------------- | ------ |
| 1٬910  | 85 سنة وأكثر  | 1٬445  |
| 2٬228  | 80 إلى 84 سنة | 1٬469  |
| 4٬659  | 75 إلى 79 سنة | 3٬417  |
| 6٬234  | 70 إلى 74 سنة | 5٬066  |
| 8٬919  | 65 إلى 69 سنة | 7٬217  |
| 8٬553  | 60 إلى 64 سنة | 7٬567  |
| 13٬576 | 55 إلى 59 سنة | 12٬022 |
| 14٬632 | 50 إلى 54سنة  | 14٬427 |
| 21٬072 | 45 إلى 49 سنة | 20٬841 |
| 23٬778 | 40 إلى 44 سنة | 23٬704 |
| 31٬531 | 35 إلى 39 سنة | 30٬839 |
| 35٬652 | 30 إلى 34 سنة | 34٬358 |
| 50٬862 | 25 إلى 29 سنة | 51٬065 |
| 60٬162 | 20 إلى 24 سنة | 60٬718 |
| 66٬949 | 15 إلى 19 سنة | 63٬298 |
| 66٬550 | 10 إلى 14 سنة | 61٬870 |
| 66٬468 | 5 إلى 9 سنوات | 61٬452 |
| 77٬739 | 0 إلى 4 سنوات | 68٬265 |
| 733    | غير معروف     | 937    |

### اللهجة المحلية
تعتبر اللهجة المحلية لسكان ولاية الجلفة الأقرب للغة العربية الفصيحة.

## الزوايا
- «زاوية سيدي بن عرعار» بعين معبد.
- «زاوية سيدي أحمد بن سليمان» ببن يعقوب.
- «الزّاوية المحفوظيّة القارّة» بالدويس.
- «زاوية اللّفيعة» بسيدي بايزيد.
- «الزّاوية النّعّاسيّة» بدار الشيوخ.
- «زاوية عين أقلال» ببويرة الأحداب.
- «الزّاوية الشّهيرة الجلّاليّة» بعين معبد.
- «زاوية الشّيخ السّلامي بن سالم بن نعيمة» بعين وسارة.
- «الزّاوية الطّاهريّة» بالإدريسية.
- «الزّاوية العطائيّة» بعين أفقه.
- «زاوية القيشة» بالجلفة.
- «زاوية الشّيخ ربيح محمّد بن المختار» بمجبارة.
- «زاوية الشّيخ أحمد فلقومة» بعين أفقه.
- «محمد بن سي بولرباح» بعين الشهداء.
- «الزاوية الطاهرية» بمسعد.
- «الزاوية الأزهرية» بالجلفة.
- «زاوية سيدي محمد بن مرزوق» ببنهار.
- «زاوية سيدي بن سعد» بالجلفة.
- «زاوية الحُرش» بعين معبد.
- «زاوية الدّخبانة» بعين معبد.
- «زاوية البريجة» بالجلفة.
- «زاوية المعلبة» بالجلفة.
- «زاوية سيدي محمّد بن برابح طالب العقّوني» بحاسي العش.
- «زاوية سيدي الصّادق بن الشّيخ النّاجوي».
- «زاوية سيدي عليّة بن لخضر لخذاري» بالقديد.

## التعليم

### التعليم الجامعي
تضم هذه الولاية جامعة وحيدة وهي :جامعة زيان عاشور 

## الاقتصاد

### النقل
تتوفر ولاية الجلفة على حافلات النقل العام وكذلك على سيارات الأجرة التي تتوجد بكثرة في الولاية.

### السياحة
بالرغم من حداثة مدينة الجلفة إلا أنها تملك تراثا زاخرا، يقارب ما تحويه المدن العتيدة في الجزائر، فالزائر للمدينة يقف أمام عدد من الأبنية المحافظة على جوهرها والشاهدة على تاريخ المدينة، كدار البارود، البريد الرئيسي، مسجد بن دنيدينة، السوق بوسط المدينة، المتحف (الكنيسة سابقا)، مسجد سي أحمد بن الشريف، مسجد العتيد بالشارف، جامع الرأس بمسعد، جامع سي بلقاسم بلحرش (البرج) أقدم مسجد بالمنطقة الذي يرجع بناءه إلى سنة 1877، ما يعني مرور مئة وثلاثين سنة على تشييده...
هذا وقد أصبحت الجلفة مركزا اقتصاديا وتجاريا هاما، باعتبارها منطقة عبور بين مختلف مناطق الوطن لوجود شبكة هامة من الطرقات حيث يمر عليها الطريق الوطني رقم 01,04، 28. بما أهلها لتكون منطقة تجارية جد نشطة، وتوجد بها مجموعة من المنشآت الاقتصادية كالغاز الطبيعي وخطوط نقل الطاقة الكهربائية والسد الأخضر. والنشاط الغالب لسكانها المحليين هو الفلاحة وخاصة تربية الماشية (الأغنام) فهي العمود الفقري للنشاط الاقتصادي للمنطقة، بالإضافة إلى المؤهلات والمواقع السياحية (الطبيعية والتاريخية)والحمامات المتواجدة بها.
تتميز الفلاحة في ولاية الجلفة بسيطرة الشكل الرعوي عليها وهي تكون القاعدة الاقتصادية للمنطقة على سبيل المثال فإن الفلاحة بما فيها تربية المواشي تشغل 59.335 ساكن تمثل 37,67 % من سكان الولاية. كما تمتع المنطقة بإمكانية تنمية فلاحية كثيفة وحديثة بإنتاج الكلاء لتغذية
الماشية وإنتاج زراعة البقول التي كانت لها إنتاجية عالية.

أهم رموز المنطقة : من أهم رموز منطقة الجلفة هي محطات النقوش الصخرية ومن أهمها محطة زكار وعين الناقة التي يتواجد بها نقش العاشقان الخجولان زيادة على رمز الخيمة النايلية المعروفة بها المنطقة وبألوانها الحمراء والسوداء رمز الضيافة والكرم.

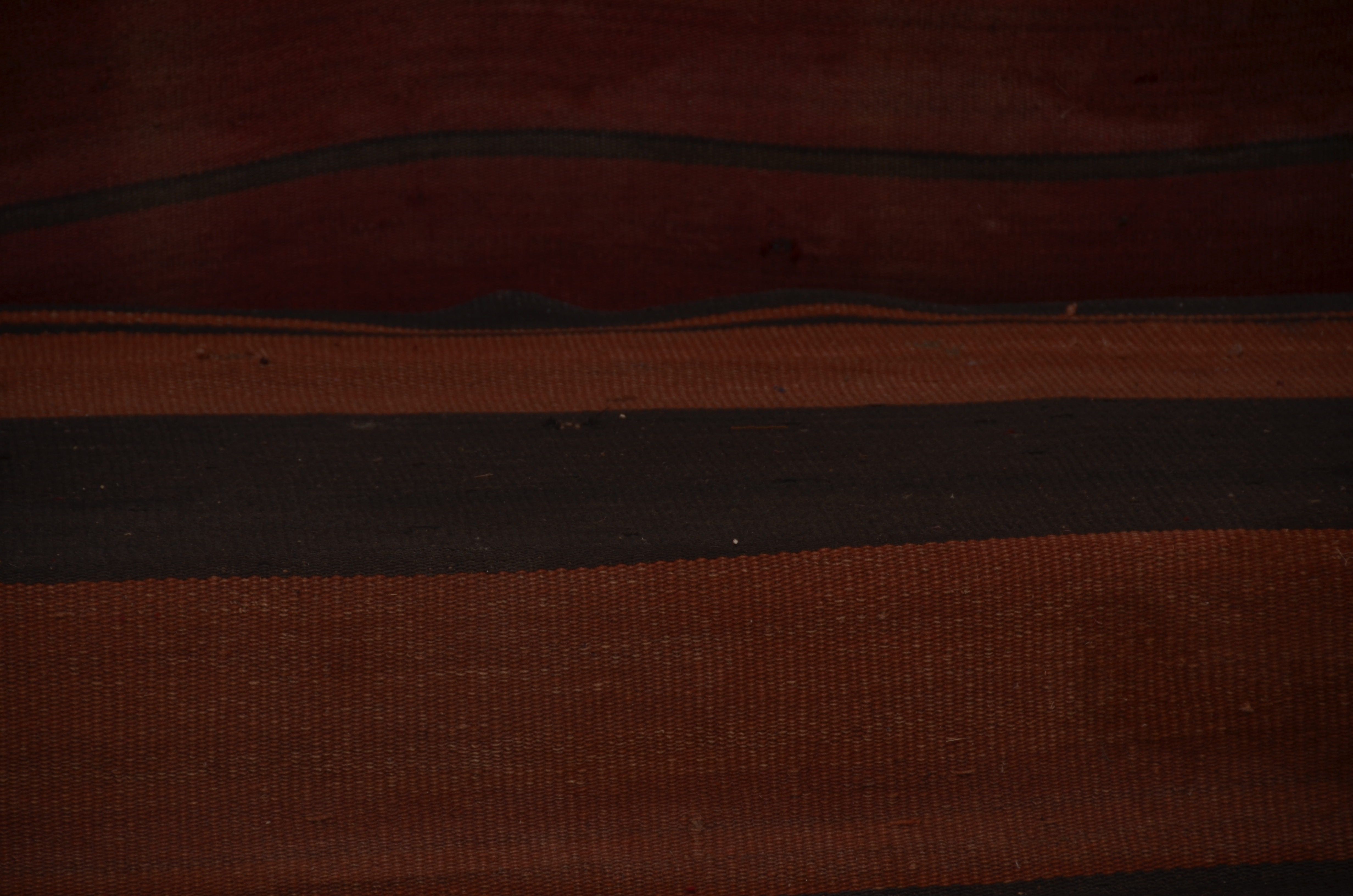
فليج الخيمة (نسيج بدوي عربي تراث أولاد نايل)
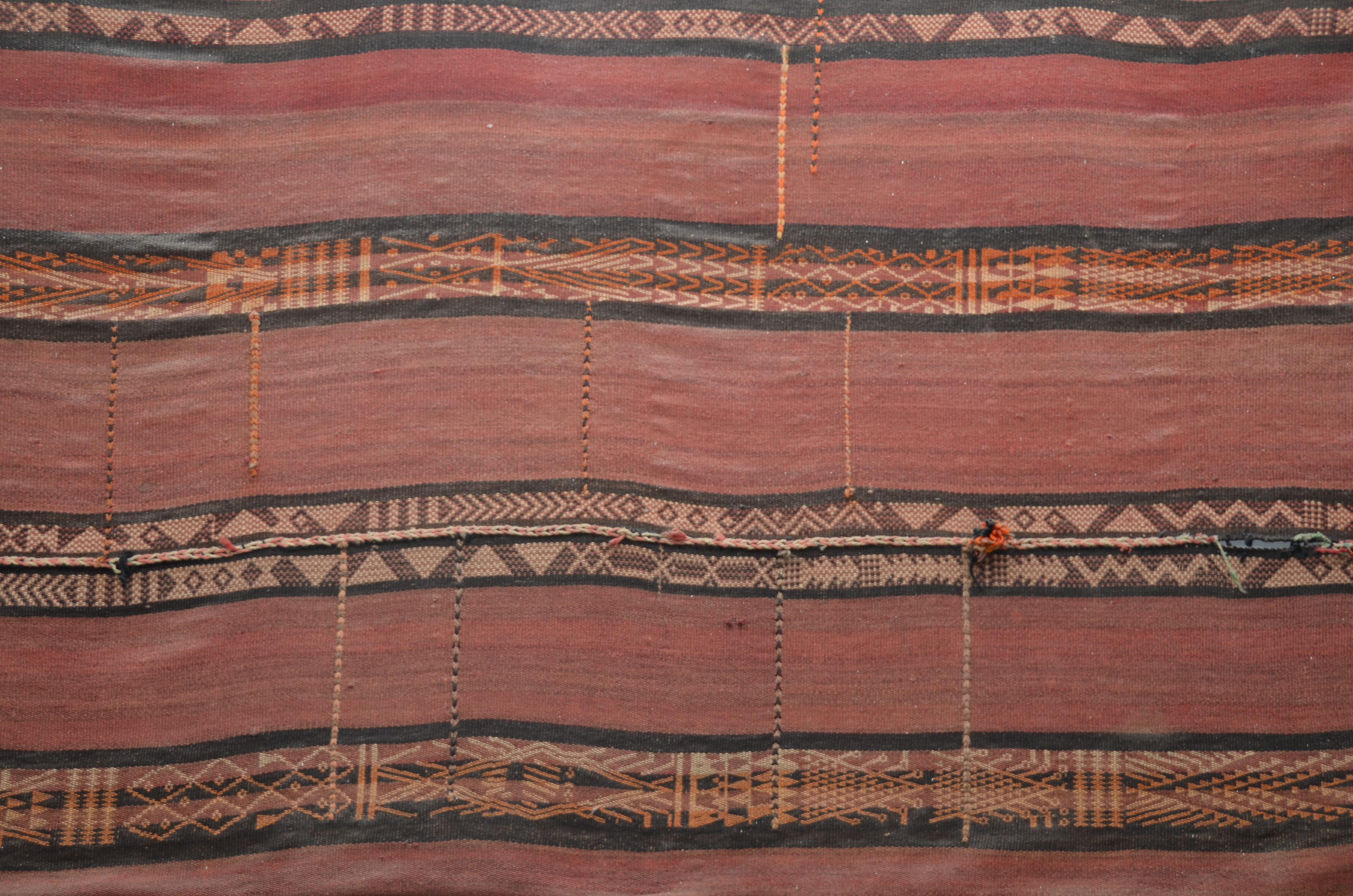
حمل بخطوط متوسطة (نسيج بدوي عربي تراث أولاد نايل)
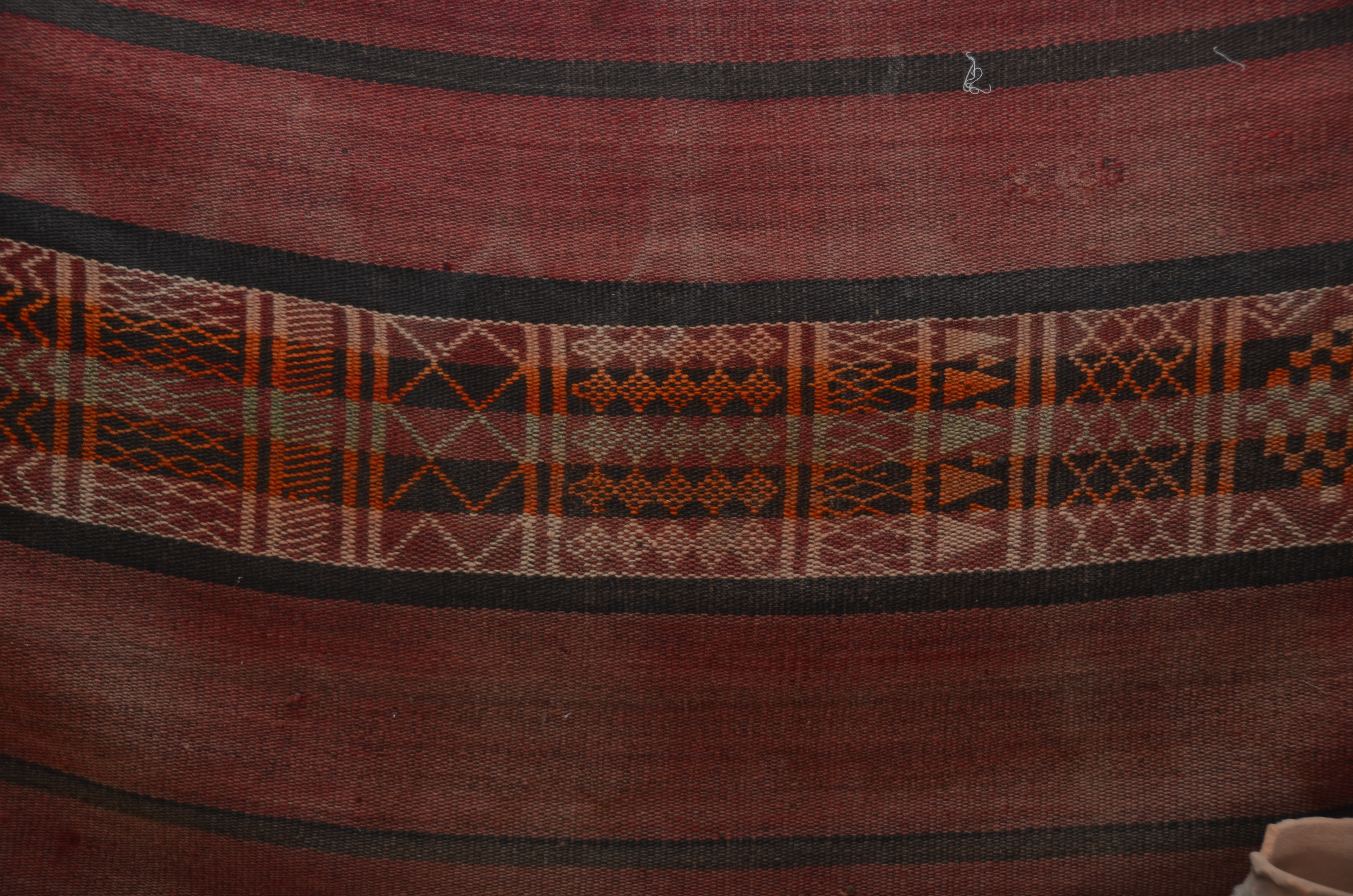
حمل بشريط عريض (نسيج بدوي عربي تراث أولاد نايل)
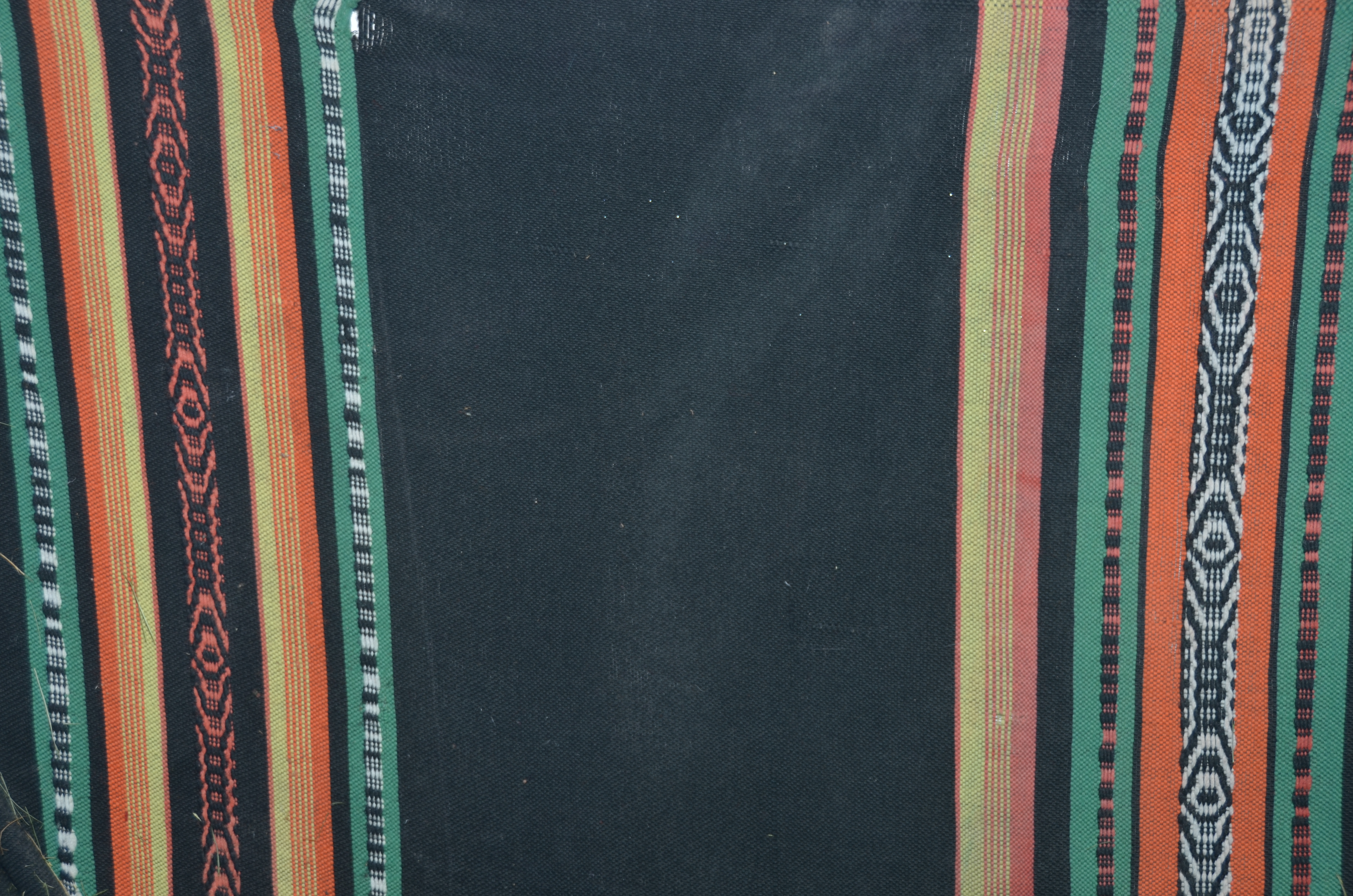
حمل بخطوط ملونة (نسيج بدوي عربي تراث أولاد نايل)
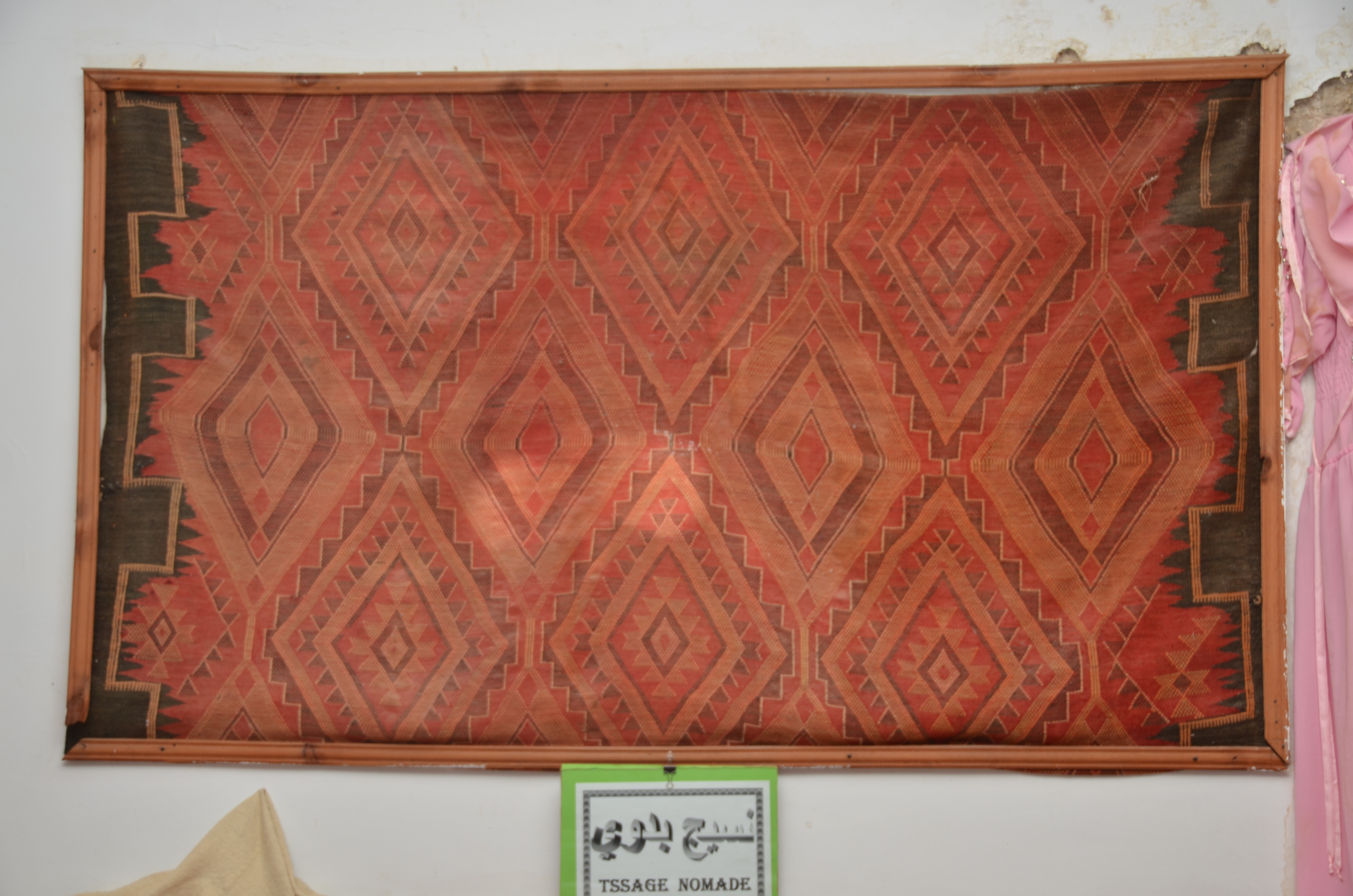
نسيج بدوي منطقة الجلفة

الغابات : تتوفر ولاية الجلفة على ثروة غابية من أهم الغابات للهضاب العليا على المستوى الوطني. فهي تقوم بدور الحماية ضد التصحر وهي آخر قلعة للحماية ضد تقدم الصحراء.
 
المؤهلات والمواقع السياحية:
تمثل ولاية الجلفة تنوعا جهويا يتميز بخصوصيات المناخ والتضاريس وبخصوصيات الأرضية. فهي تتميز بعدة مواقع سياحية مختلفة وثروة كبيرة في الميدان السياحي. ويمكن ملاحظة عدة مساحات لثروات طبيعية ومواقع أثرية متميزة في منطقة الجلفة.
المناطق الطبيعية: يوجد في ولاية الجلفة تباعا من الشمال إلى الجنوب، الكثبان الرملية، غابات الأطلس الصحراوي وهضبة ما قبل الصحراء في جنوب البلاد وأهم المواقع الطبيعية هي :
1. غابة سن الباء : تتواجد غابة سنالبة على بعد حوالي 5 كلم في الشمال-الشرقي وتمتد على مساحة تقدر ب 19 500 هكتار نحو الغرب. تمتد على سفح جبل سنالبة الذي يعتبر أهم سفح لجبال الأطلس الصحراوي (أولاد نايل).
تمثل الجبال الأكثر علوا، متجهة شرق- غرب نحو الشمال الشرقي بعلو يصل إلى 1 489 م بجبل حواس والمستوى الأقل علوا يقع على 1 220 م وأقصى الانحدار يصل إلى 300 م.
تتواجد غابة سنالبة في منطقة شبه جافة بتوجه بارد (صيف حار جدا وجاف، شتاء بارد وقارص) يمكن أن تصل الدرجة الأدنى إلى ناقص 08 درجات والأقصى إلى 35 درجة. تتساقط 308 م من الأمطار كمعدل سنوي عموما منتظمة طيلة السنة إنّ وضعيتها الجغرافية ومساحتها وأهميتها العلمية والبيئية وتضاريسها ومناخها الجزئي، تعطي لغابة سنالبة إمكانية إنشاء مجمع طبيعي واسع يمكن ممارسة الرياضة فيه، الراحة والترفيه مع الاحتفاظ بطبيعتها الغابية كما أن المساحة النباتية تمثل مكانا جميلا للظل ومكانا نباتيا هائلا للترفيه والراحة والهواء النقي. وللخصوصيات المذكورة فقد تم تحديد واختيار والإعلان عن منطقة للتوسع السياحي بالمرسوم رقم 88/232 المؤرخ في 05/11/1988 بمساحة 12,5 هكتار كمنطقة مناخية.
2. غابة النخيل بمسعد : تقع غابة النخيل لمسعد بمحاذاة وادي مسعد المتواجدة بالوديان المغلقة بسلسلة الأطلس الصحراوي التي تشكل حاجزا والذي يحتوي على سلسلة من الجبال ذات علو متوسط نوعا ما. تشكل مدينة مسعد منطقة عبور إلى المناطق الجافة المتواجدة في الجنوب منها. فقد تم التعرف والإعلان بالمرسوم المذكور أعلاه كمنطقة للتوسع السياحي بمساحة 4,5 هكتار.
3. الزهرز الغربي: يتواجد قرب الطريق الوطني رقم 01 بعلو يصل 820 م، يظهر في شكل طويلة جنوب-غرب/شمال –شرق ويحتل مساحة 340 كلم2. إن شكل هذه الهضبة هو نتيجة لتعامل لثلاث عمليات انجراف وهي : الذوبان الكمياوي، الحفر عن طريق السيلان والعمق بالانجراف والرياح.
4. الكثبان الرملية: يتواجد عن بعد عشرة كلم جنوب حاسي بحبح على عرض الطريق الوطني رقم 01 باتجاه جنوب-غرب/شمال –شرق من جهتي الطريق وللوهلة الأولى فإنه يظهر على شكل حقل للكثبان ويمثل من إحدى المعالم والأكثر أهمية التي تسجل بشكل جلي العبور من شكل إلى آخر.
5. محمية الصيد: تمتد محمية الصيد على بلديتين : عين معبد ودار الشيوخ فقد أنشئت بالمرسوم رقم 83/116 المؤرخ في 05/02/1983 وتمتد على مساحة :31.31 886,25 هكتار منها : -13 784,9 هكتار من الغابة الطبيعية -16 000 هكتار : إعادة التشجير - الباقي فإنه تابع لأملاك الدولة، عروش وبلدي فمهام المحمية تتمثل في : حماية وتنمية الأجناس الحيوانية المحمية تهيئة متابعة وحماية حيوانات الصيد إقامة جرد للثروة الحيوانية للمحمية البحث والتجربة على الحيوانات المفترسة.
6. حجر الملح : يتواجد على بعد 30 كلم من مدينة الجلفة وعلى 15 كلم من الحد الزهرز، يمثل حجر الملح إحدى المعالم الأكثر أهمية في ميدان الجيولوجيا. فهو من الملح الذي يظهر في وسط من المكونات القارية الذي يعلو بحوالي 100 م المجاور
يمثل حجر الملح في الميدان السياحي الألوان المتغيرة من الأصفر إلى الأخضر، البنفسجي في بعض المرات إلى الأحمر. فهذا يمثل مجموع متجانس وجميل من أين يخرج عدة عيون التي ألوان شطوطها بيضاء ومن أين يجد الماء مسلكا صعبا في زربية دائمة من الملح

## الهياكل القاعدية
في الولاية أكثر من 40 ثانوية، ومئات المدارس الابتدائية والمتوسطة.ومنذ سنة 1990 بها جامعة تتسع لأكثر من 22000 طالب جامعي، تسمى جامعة زيان عاشور نسبة إلى شهيد بالمنطقة وقائدا ثوريا إبان الثورة التحريرية..
تزخر الولاية كذلك بقطب علمي يتمثل في مركز لجامعة التكوين المتواصل ج ت م - UFC الذي يضمن تكوينا للمنتسبين إليه والذين لم يسعفهم الحظ في البكالوريا وقد تخرج منه حوالي 7000 طالب على مدار 10 سنوات من افتتاحه.كما يتواجد بكل دوائر الولاية مراكز للتكوين المهني مسعد، وملحقات للتعليم والتكوين عن بعد وملحقات لمحو الأمية وتعليم الكبار. حيث انخفضت نسبة الأمية من 56.22 إلى حدود 30 بالمائة في العشر سنوات الماضية.

## أعلام مشاهير الجلفة
- مسعودي عطية (إمام)
- أحمد بن الشريف (مجاهد)
- الشريف بن الأحرش النايلي (عالم متصوف)
- محمد بن سي أحمد بن شريف (روائي)
- يحيى بختي (شاعر)
- عبد الوهاب عيساوي (روائي)
- عطا الله (جزائري) (شاعر)
- عبد القادر بن براهيم المسعدي النائلي (عالم شاعر واديب )

## الثقافة
من أهم فنانين ولاية الجلفة شيخ شريك محمد، شيخ حميدة لسبط، شيخ ديديا، عبد القادر نايلي، كمال نايلي، ديدين، علي سراي وغيرهم من فنانيين
ومن شعراء المنطقة: بن هورة عبد القادر يسكن بدائر حاسي بحبح قد الف عدة اشعار وغنى بها كبار فنانين المنطقة.

## الولاة المتعاقبين على ولاية الجلفة
تعاقب العديد من الولاة على ولاية الجلفة منذ إنشائها في 16 ماي 1974م من خلال المرسوم التنفيذي الذي ينظم الإقليم الوطني الجزائري في إطار واحد وثلاثين ولاية.
| رقم | الوالي                   | البداية         | النهاية           |
| --- | ------------------------ | --------------- | ----------------- |
| 01  | محمد زيداني              | 17 سبتمبر 1974م | 31 أوت 1978       |
| 02  | عبد الوهاب قدماني        | 1 سبتمبر 1978م  | 31 ماي 1979       |
| 03  | عبد الرحمان مزيان الشريف | 08 1979         | 21 30 نوفمبر 1980 |
| 04  | عبد الغني زواني          | 1 ديسمبر 1980   |                   |
| 05  | إلياس مسعود ناصر         | 31 أوت 1985م    | 25 جويلية 1989    |
| 06  | أحمد حكيمي               | 26 جويلية 1989م |                   |
| 07  | عبد الحفيظ سعدي          |                 |                   |
| 08  | محمد باحمد               |                 |                   |
| 09  | محمد كبير عدو            |                 |                   |
| 10  | أحمد توهامي حمو          |                 |                   |
| 11  | أبوبكر الصديق بوستة      | 01 أكتوبر 2010  |                   |
| 12  | عبد القادر جلاوي         | 08 نوفمبر 2013  | 09 أكتوبر 2016    |
| 13  | ساعد أوقجيل              | 09 أكتوبر 2016  | 17 يوليو 2017     |
| 14  | حمانة قنفاف              | 17 يوليو 2017   | 02 أكتوبر 2018    |
| 15  | ضيف توفيق                | 02 أكتوبر 2018  | 28 يناير 2020     |
| 16  | بن عمر محمد              | 28 يناير 2020   | 31 أوت 2020       |
| 17  | دومي جيلالي              | 01 سبتمبر 2020  |                   |
| 18  | عمر علي بن ساعد          |                 |                   |

## نواب ولاية الجلفة في المجلس الشعبي الوطني
نواب ولاية الجلفة في المجلس الشعبي الوطني (الدورة التشريعية 2017م-2021)
يبلغ عدد النواب في المجلس الشعبي الوطني عن ولاية الجلفة 14 نواب خلال الدورة التشريعية 2017م-2021م التي انطلقت بعد 4 ماي 2017م.
التوزع الجنسي لنواب البرلمان عن ولاية الجلفة (2017م-2022م)
يتوزع نواب البرلمان عن ولاية الجلفة في الدورة التشريعية 2017م-2022م وفق الجنس حسب النسب التالية:
1. النواب النساء: 4 (28.57 %).
2. النواب الرجال: 10 (71.43 %).

التوزيع الحزبي
الانتماء الحزبي لنواب البرلمان عن ولاية الجلفة (2017م-2022م)
يتوزع نواب البرلمان عن ولاية الجلفة في الدورة التشريعية 2017م-2022م حسب عدة قوائم حزبية:
1. حركة مجتمع السلم: 1 نائب (7.14 %).
2. التجمع الوطني الديمقراطي: 6 نواب (42.86 %).
3. جبهة التحرير الوطني: 4 نواب (28.57 %)
4. تجمع أمل الجزائر: 2 نواب (14.29 %).
5. الأحرار: 1 نائب (7.14 %).

يبلغ عدد النواب في المجلس الشعبي الوطني عن ولاية الجلفة 13 نواب خلال الدورة التشريعية 2021م-2026م التي انطلقت يوم 12 يونيو 2021م
التوزع الجنسي لنواب البرلمان عن ولاية الجلفة (2017م-2022م)
يتوزع نواب البرلمان عن ولاية الجلفة في الدورة التشريعية 2021م-2026م وفق الجنس حسب النسب التالية:
1. النواب النساء: 2 (10 %).
2. النواب الرجال: 11 (80 %).

التوزيع الحزبي
يتوزع نواب البرلمان عن ولاية الجلفة في الدورة التشريعية 2021م-2026م.
1. التجمع الوطني الديمقراطي: 13 نواب (100 %).

## وصلات خارجية
- الموقع الرسمي لولاية الجلفة

1. ↑  الموقع الرسمي: إحصاء الجلفة - الصفحة 6 [وصلة مكسورة] نسخة محفوظة 23 سبتمبر 2015 على موقع واي باك مشين.
2. ↑  "المرشد "ڨديد سعد" يكتشف آثارا لأقدام الديناصورات بمنطقة "عين الناڨة" ... ويوجّه نداء لحماية الآثار وانعاش السياحة!!". الجلفة إنفو. 08/02/2019. مؤرشف من الأصل في 26 نوفمبر 2021. اطلع عليه بتاريخ 26-11-2021. {{استشهاد ويب}}: تحقق من التاريخ في: |تاريخ= (مساعدة)
3. ↑  الموقع الرسمي: إعصاء الجلفة - الصفحة 6 نسخة محفوظة 23 سبتمبر 2015 على موقع واي باك مشين. "نسخة مؤرشفة" (PDF). مؤرشف من الأصل في 2024-05-16. اطلع عليه بتاريخ 2012-11-29.{{استشهاد ويب}}:  صيانة الاستشهاد: BOT: original URL status unknown (link)
4. ↑  السكان المقيمين في الولاية حسب السن والجنس.نسخة محفوظة 21 أكتوبر 2016 على موقع واي باك مشين.
5. ↑  الموقع الرسمي لجامعة زيان عاشور - الجلفة. نسخة محفوظة 07 مارس 2018 على موقع واي باك مشين.
6. ↑  مرسوم يتضمن انهاء مهام ولاة - الجريدة الرسمية الجزائرية السنة 1980 العدد 53 ص 1834 نسخة PDF نسخة محفوظة 1 أغسطس 2019 على موقع واي باك مشين.
7. ↑  مرسوم يتضمن تعيين ولاة - الجريدة الرسمية الجزائرية السنة 1980 العدد 53 ص 1836 نسخة PDF نسخة محفوظة 1 أغسطس 2019 على موقع واي باك مشين.
8. ↑  أعضاء المجلس الشعبي الوطني العهدة الثامنة 2017-2022: نتائج البحث نسخة محفوظة 17 ديسمبر 2019 على موقع واي باك مشين.
9. ↑  LES MEMBRES DE L'APN 8 ème LEGISLATURE : Résultats de recherche نسخة محفوظة 26 يناير 2020 على موقع واي باك مشين.